# Brunoy
Brunoy (prononcé [bʁynwa] ) est une commune française située à vingt et un kilomètres au sud-est de Paris dans le département de l’Essonne en région Île-de-France ; elle se trouve dans la région historique de la Brie française.
Située dans une boucle de l’Yerres en bordure de la forêt de Sénart, lieu d’habitation dès le Paléolithique, très tôt intégrée au domaine royal français plus tard distribué aux seigneurs méritants, la commune conservera son attrait pour les grands du royaume, de l’empire puis les artistes. Banlieue pavillonnaire de villégiature dès la fin du XIXe siècle, Brunoy en a conservé les riches demeures. C’est aujourd’hui une ville de vingt-cinq mille habitants à mi-chemin entre Évry, Melun et Créteil, à la population relativement privilégiée, et un site culturel important du département avec son théâtre et les deux musées présents sur son territoire.

## Géographie

### Localisation

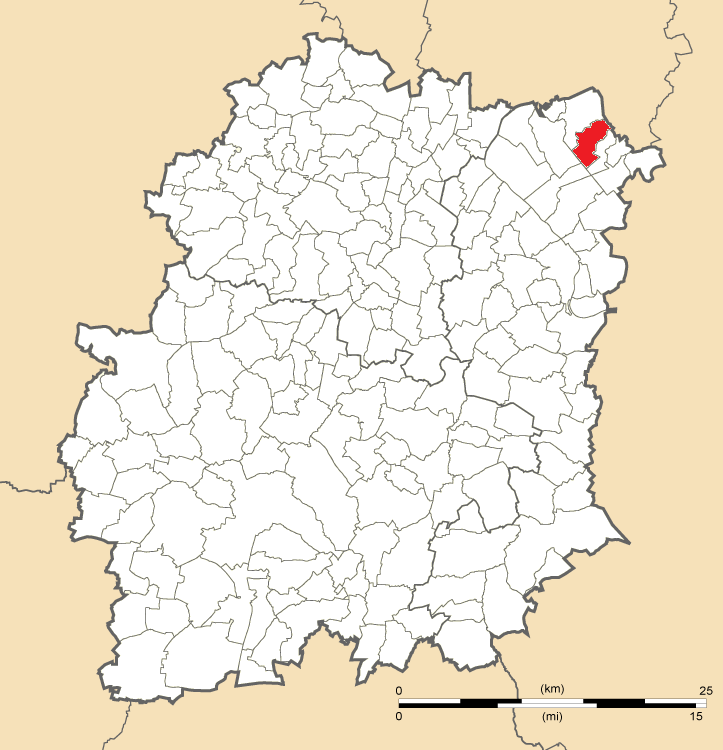
Position de Brunoy en Essonne.

Brunoy est située à l’extrémité nord-est du département de l’Essonne dans la région Île-de-France, au sud-est de la capitale, elle est ainsi partie intégrante de la vaste agglomération parisienne. Ses frontières nord-est et est avec les communes de Villecresnes et Mandres-les-Roses marquent aussi la frontière avec le département voisin du Val-de-Marne. Placée aux portes de la région naturelle de Brie, elle est traversée par la rivière l’Yerres, affluent de la Seine, dont la vallée forme à cet endroit des méandres marqués, et bordée dans sa partie sud par la forêt de Sénart. Le territoire communal, relativement peu étendu, occupe quatre cent soixante-quatre hectares inscrit dans un rectangle imparfait long de cinq kilomètres et large de trois, 70 % de ce territoire est urbanisé, ne laissant que 15 % du territoire au paysage rural, intégralement constitué par la forêt de Sénart au sud du domaine municipal. L’Institut national de l'information géographique et forestière donne les coordonnées géographiques 48° 41' 48" N et 2° 30' 13" E au point central de la région Île-de-France.
Située sur la rive droite de la Seine, la commune est bordée au sud par la route nationale 6 et traversée par les routes départementales 33, 54 et 94 qui emprunte la vallée de l’Yerres entre Brie-Comte-Robert et Villeneuve-Saint-Georges principalement. Elle est aussi traversée du nord au sud par la ligne de Paris-Lyon à Marseille-Saint-Charles aujourd’hui empruntée par la ligne D du RER et dispose sur son territoire d’une gare.
Excentrée dans le département, la commune est située à vingt et un kilomètres au sud-est de Paris-Notre-Dame, point zéro des routes de France, neuf kilomètres au nord-est de la préfecture d’Évry, vingt kilomètres à l’est de Palaiseau, quarante kilomètres au nord-est d’Étampes, onze kilomètres au nord de Corbeil-Essonnes, dix-neuf kilomètres au nord-est de Montlhéry, vingt-trois kilomètres au nord-est d’Arpajon, vingt-sept kilomètres au nord-est de La Ferté-Alais, trente-quatre kilomètres au nord de Milly-la-Forêt et quarante-deux kilomètres au nord-est de Dourdan.

### Communes limitrophes
La commune de Brunoy est bordée de l’ouest au nord par Yerres, au nord-est et à l’est par les communes val-de-marnaises de Villecresnes et Mandres-les-Roses, et enfin au sud-est, frontière matérialisée par la rivière l’Yerres, avec la forêt de Sénart qui s’étend sur Épinay-sous-Sénart au sud-est, Soisy-sur-Seine au sud et Montgeron au sud-ouest dont la limite est en partie faite par la route nationale 6.

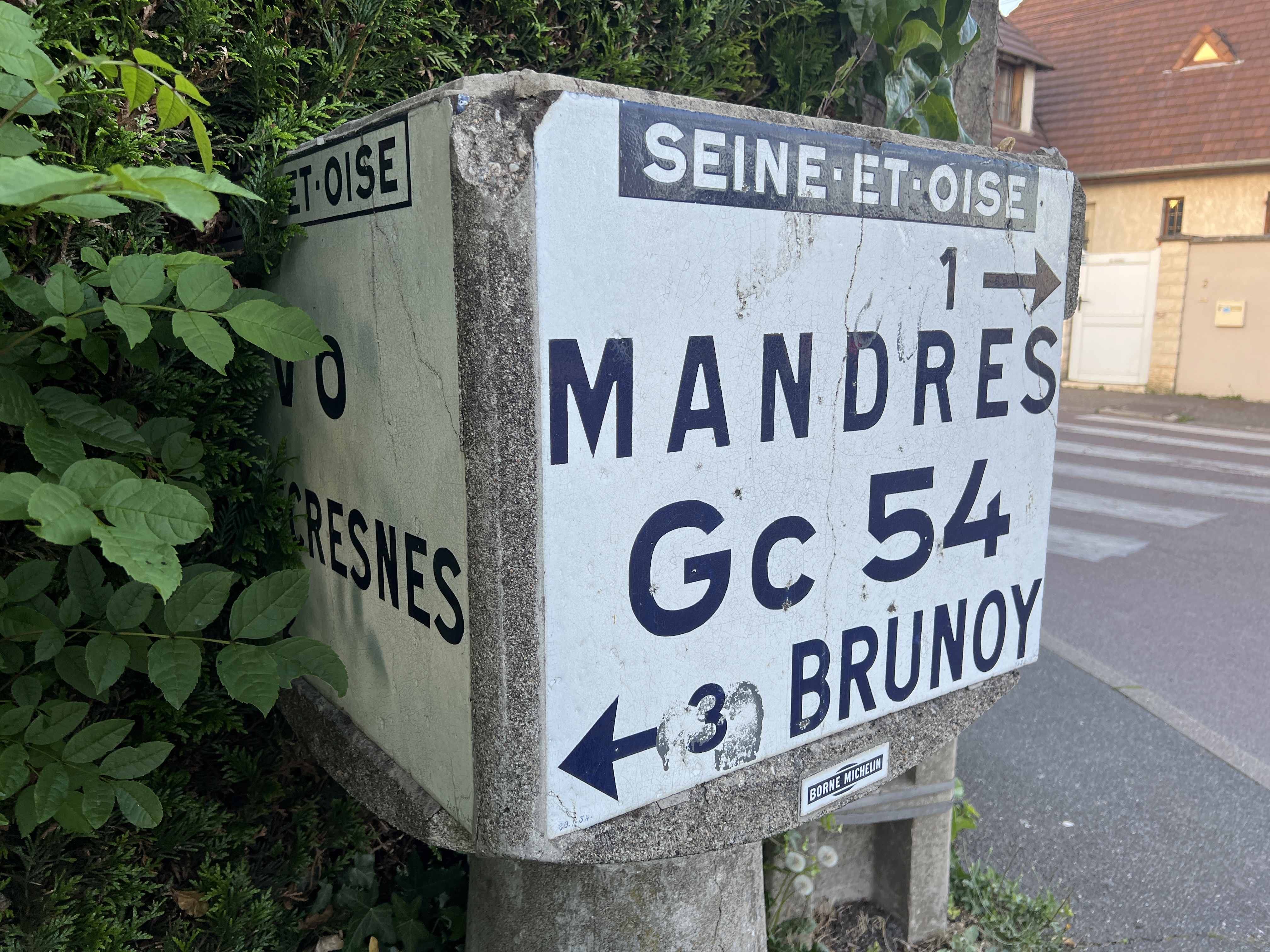
Borne Michelin le long de la route de Brie à Brunoy.

| Yerres                      | Villecresnes (Val-de-Marne)       |                                      |
|                             | Brunoy                            | Mandres-les-Roses (Val-de-Marne)     |
| Montgeron (forêt de Sénart) | Soisy-sur-Seine (forêt de Sénart) | Épinay-sous-Sénart (forêt de Sénart) |

### Géologie et relief
La géologie de la ville est celle de la Brie, constitutif du Bassin parisien et caractérisée par sa nature sédimentaire.
Le sous-sol comprend des formations de calcaire, d’argile, de limon et de meulière. L’érosion et l’hydrographie ont façonné le relief de la commune : un plateau creusé par deux vallées s’inclinant vers la Seine à l’ouest. L’altitude varie entre quatre-vingt-quatorze mètres au nord-est du territoire à proximité du bois d’Auteuil sur la commune voisine de Villecresnes et trente-sept mètres au sud-ouest dans la forêt de Sénart où se trouve le fossé Daniel.

### Hydrographie

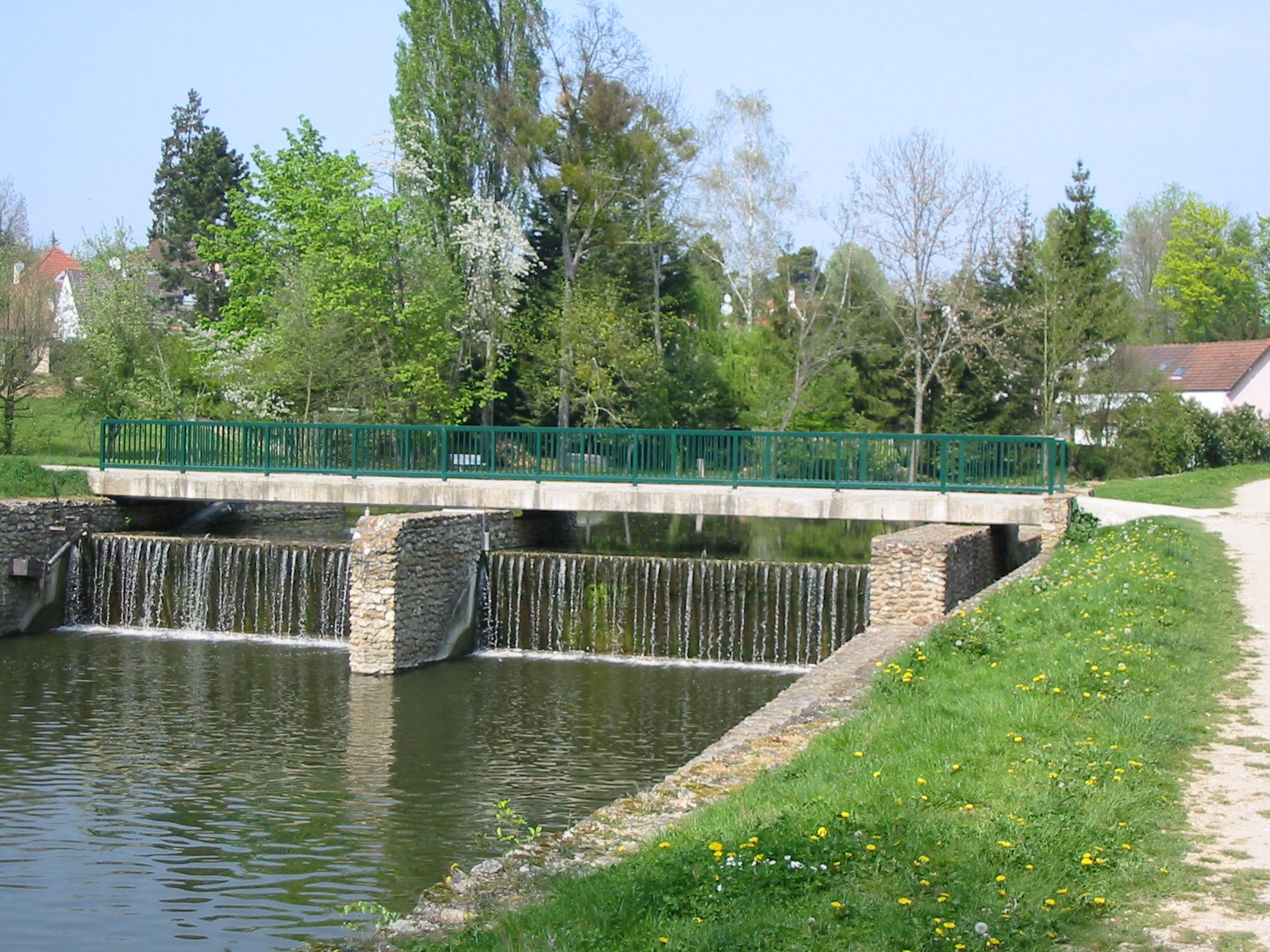
Le barrage des Vannes rouges sur l’Yerres.

Le territoire communal est bordé au sud-est et au nord-ouest et traversé au centre par la rivière l’Yerres. Le nord est bordé par le ruisseau du Réveillon.
L’Yerres est un affluent de la Seine d’une longueur de près de cent kilomètres qui prend sa source en Seine-et-Marne à Courbon (commune de la Celle-sur-Morin), et se jette dans la Seine à Villeneuve-Saint-Georges dans le Val-de-Marne. Le Réveillon est un affluent de l’Yerres d’une longueur de vingt-quatre kilomètres. Il prend sa source dans la forêt d’Armainvilliers à Gretz-Armainvilliers en Seine-et-Marne et se termine dans la commune voisine d’Yerres. La gestion de l’Yerres et du Réveillon est confiée à un syndicat intercommunal, le SyAGE.
L’Yerres est une rivière dont le débit est très irrégulier. L’importante crue de 1978 a entraîné la construction de huit ouvrages régulateurs le long de son cours dont deux situés à Brunoy : le barrage des vannes rouges et le barrage de Brunoy.

### Climat
Pour des articles plus généraux, voir Climat de l'Île-de-France et Climat de l'Essonne.
En 2010, le climat de la commune est de type climat océanique dégradé des plaines du Centre et du Nord, selon une étude du CNRS s'appuyant sur une série de données couvrant la période 1971-2000. En 2020, Météo-France publie une typologie des climats de la France métropolitaine dans laquelle la commune est exposée à un climat océanique altéré et est dans la région climatique Sud-ouest du bassin Parisien, caractérisée par une faible pluviométrie, notamment au printemps (120 à 150 mm) et un hiver froid (3,5 °C).
Pour la période 1971-2000, la température annuelle moyenne est de 11,6 °C, avec une amplitude thermique annuelle de 15,3 °C. Le cumul annuel moyen de précipitations est de 664 mm, avec 10,8 jours de précipitations en janvier et 7,7 jours en juillet. Pour la période 1991-2020, la température moyenne annuelle observée sur la station météorologique la plus proche, située sur la commune de Mandres-les-Roses à 3 km à vol d'oiseau, est de 11,9 °C et le cumul annuel moyen de précipitations est de 698,3 mm,. Pour l'avenir, les paramètres climatiques de la commune estimés pour 2050 selon différents scénarios d'émission de gaz à effet de serre sont consultables sur un site dédié publié par Météo-France en novembre 2022.
| Mois                                  | jan.          | fév.           | mars           | avril       | mai            | juin           | jui.           | août          | sep.        | oct.            | nov.             | déc.             | année     |
| ------------------------------------- | ------------- | -------------- | -------------- | ----------- | -------------- | -------------- | -------------- | ------------- | ----------- | --------------- | ---------------- | ---------------- | --------- |
| Température minimale moyenne (°C)     | 1,8           | 1,6            | 3,8            | 5,8         | 9,6            | 12,7           | 14,5           | 14            | 10,8        | 8,2             | 4,7              | 2,4              | 7,5       |
| Température moyenne (°C)              | 4,5           | 5              | 8,2            | 11          | 14,8           | 18,1           | 20,2           | 20            | 16,3        | 12,4            | 7,8              | 5                | 11,9      |
| Température maximale moyenne (°C)     | 7,2           | 8,6            | 12,7           | 16,4        | 19,9           | 23,5           | 25,9           | 26,1          | 21,8        | 16,6            | 10,9             | 7,5              | 16,4      |
| Record de froid (°C) date du record   | −16 08.01.10  | −13 07.02.1991 | −10,5 01.03.05 | −3 07.04.21 | 0,5 07.05.1997 | 1,8 04.06.1991 | 6,1 04.07.1990 | 6 28.08.1998  | 1 30.09.12  | −3,8 30.10.1997 | −10,4 24.11.1998 | −10,3 29.12.1996 | −16 2010  |
| Record de chaleur (°C) date du record | 16,1 27.01.03 | 22 27.02.19    | 25 31.03.21    | 29 20.04.18 | 33 28.05.17    | 38 22.06.17    | 39,5 31.07.20  | 40,1 06.08.03 | 35 15.09.20 | 29,5 01.10.11   | 23 08.11.15      | 17,3 16.12.1989  | 40,1 2003 |
| Précipitations (mm)                   | 57,2          | 50,9           | 49,8           | 50,6        | 67,4           | 58,6           | 60             | 61,1          | 52,4        | 58              | 61,8             | 70,5             | 698,3     |

### Milieux naturels et biodiversité

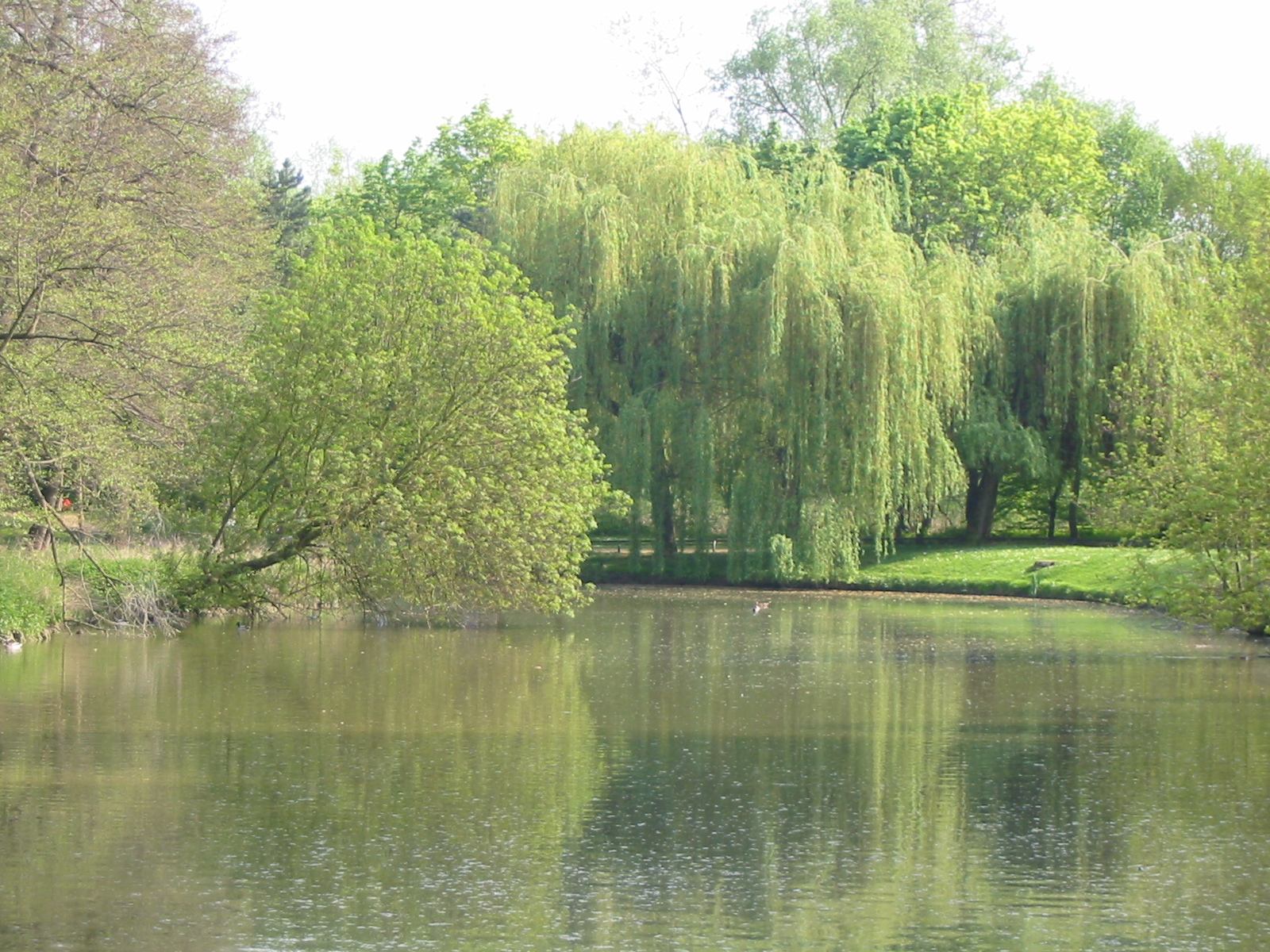
Le parc de Reigate-and-Banstead au bord de l’Yerres.

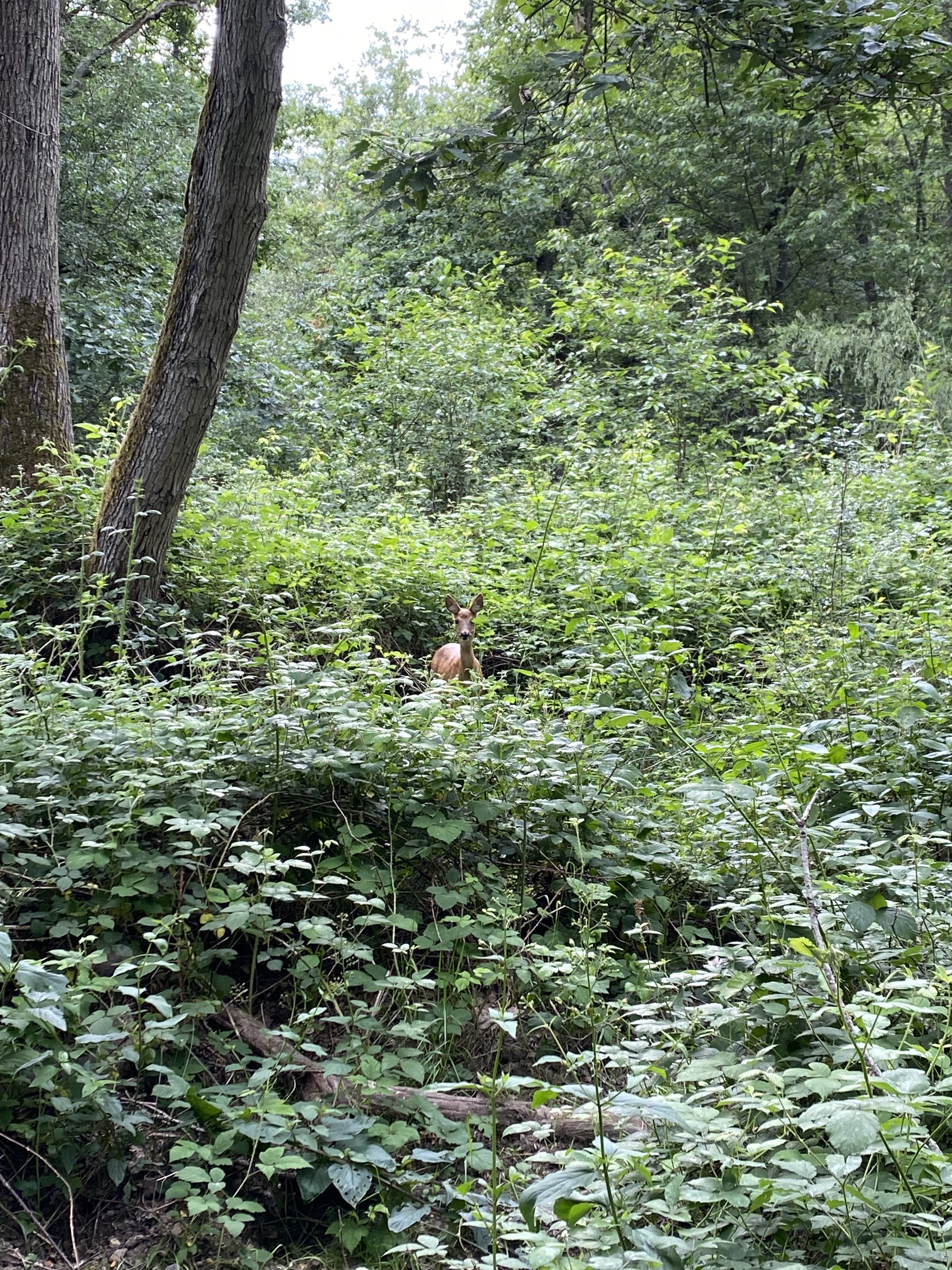
Forêt de Sénart.

Approximativement cent hectares du territoire de la commune ont conservé un caractère rural, en quasi-totalité situés au sud de la commune, couverts en partie par la vaste forêt de Sénart, classée en forêt de protection par un décret du 15 décembre 1995.
Le parc écologique du Muséum national d'histoire naturelle et les berges de l’Yerres complètent ces espaces protégés par leur recensement au titre des espaces naturels sensibles départementaux.
Les six cent cinquante hectares avals de la vallée de l’Yerres sont en outre totalement classés, dont la partie sur le territoire de Brunoy, par décret du 23 décembre 2006 en loi du 2 mai 1930 dite paysage au titre de son caractère pittoresque.

## Urbanisme
| Type d’occupation           | Pourcentage | Superficie (en hectares) |
| --------------------------- | ----------- | ------------------------ |
| Espace urbain construit     | 71,1 %      | 472,07                   |
| Espace urbain non construit | 14,0 %      | 92,76                    |
| Espace rural                | 14,9 %      | 98,71                    |
| Source : Iaurif MOS 2008    |             |                          |

### Typologie
Au 1er janvier 2024, Brunoy est catégorisée grand centre urbain, selon la nouvelle grille communale de densité à sept niveaux définie par l'Insee en 2022.
Elle appartient à l'unité urbaine de Paris, une agglomération inter-départementale regroupant 407  communes, dont elle est une commune de la banlieue,,. Par ailleurs la commune fait partie de l'aire d'attraction de Paris, dont elle est une commune du pôle principal,. Cette aire regroupe 1 929 communes,.

### Lieux-dits, hameaux et écarts
Territoire construit à 70 %, le tissu urbain est presque continu. On distingue cependant trois grandes parties divisées elles-mêmes en quartiers.
Le centre-ville regroupe le cœur historique de la ville, ainsi qu'une partie de l'ancien quartier dit des "Bords de l'Yerres". Il compte de nombreux commerces, un marché et des rues pavillonnaires attenantes. C’est là aussi que se trouvent la gare RER, la salle des fêtes, le musée, l’école de musique et de danse, la Maison des arts - le Réveillon, sans oublier le prestigieux Théâtre de la Vallée de l'Yerres.
Le quartier s'étend également le long de la rivière. On y trouve un centre commercial, une base de loisirs et un grand espace public particulièrement verdoyant : l’Île de Brunoy.
Les quartiers nord au-delà de la ligne de chemin de fer regroupent les quartiers dits des Deux Vallées, du Sauvageon, des Mardelles et des Provinciales. Il est délimité par les communes de Villecresnes et de Mandres-les-Roses (qui appartiennent au Val de Marne) par la vallée du Réveillon, et par la vallée de l'Yerres.
Ce quartier comprend la cité des Hautes Mardelles et un important secteur pavillonnaire. C’est aussi un quartier qui a beaucoup d’équipements collectifs : un gymnase (Jean Gounot), une crèche, une halte-garderie, une P.M.I, quatre écoles maternelles et deux écoles primaires, une maison de retraite et deux équipements sportifs de proximité. On compte aussi deux centres commerciaux : la Vigne-des-Champs et le Plateau.
Le sud situé en deçà de l’Yerres regroupe les quartiers de Soulins où se situent le collège Louis Pasteur et la piscine municipale, des Bosserons où se situe le lycée Talma, de La Pyramide, de La Garenne (frontalier à Yerres) où se situe l'institut privé Saint-Pierre ; et enfin le quartier des Ombrages. La place de la Pyramide et son obélisque sont emblématiques de l’entrée de Brunoy par la RN6. Le quartier Sud est essentiellement un quartier pavillonnaire qui a été bâti à partir des anciennes allées forestières du massif de Sénart. Des résidences ont été nommées en souvenir d’anciens lieux-dits, tels le hameau de La Chambaudie ou le Port Mahon. Cette partie de la ville comprend plusieurs groupes scolaires, un stade (stade municipal), un marché (Les Bosserons), plusieurs maisons de retraite, un bureau de Poste, un petit centre commercial et une zone d’activités le long de la RN6.
Les vingt-et-un hectares de la cité des Hautes Mardelles, regroupant 3 368 habitants en 1999 vivant à 88,4 % en HLM sont classés zone urbaine sensible, avec un taux de chômage à 17,8 % (contre 9 % pour l’ensemble de la commune), 47,1 % des ménages non imposés et un revenu médian fixé à 10 553 euros (contre 21 987 euros pour le reste des habitants). Depuis 2015, la cité est classée quartier prioritaire sur un secteur plus petit que la zone sensible. On y compte 2 502 habitants pour un taux de pauvreté de 36 % et avec un classement d'intérêt national par l'Anru.
L’Insee découpe la commune en cinq îlots regroupés pour l'information statistique soit la Pyramide, les Bords de l’Yerres, Brunoy centre, les Deux vallées et les Hauts de Brunoy.

### Habitat et logement
En 2018, le nombre total de logements dans la commune était de 11 301, alors qu'il était de 11 090 en 2013 et de 10 893 en 2008.
Parmi ces logements, 93 % étaient des résidences principales, 1 % des résidences secondaires et 6 % des logements vacants. Ces logements étaient pour 48,7 % d'entre eux des maisons individuelles et pour 50,6 % des appartements.
La commune ne respecte pas ses obligations issues de l'article 55 de la loi SRU de 2000, qui lui impose de disposer de 25 % de logements sociaux. À l'issue du recensement, elle disposait de 1 762 logements sociaux en 2008 (17,1 % du parc des résidences principales). Ce nombre s'est réduit à 1 476 en 2018 (14,0 %). À ce titre, la ville fait l'objet d'un arrêté de carence en 2015.
Le tableau ci-dessous présente la typologie des logements à Brunoy en 2018 en comparaison avec celle de l'Essonne et de la France entière. Une caractéristique marquante du parc de logements est ainsi une proportion de résidences secondaires et logements occasionnels (1 %) inférieure à celle du département (1,6 %) mais supérieure à celle de la France entière (9,7 %). Concernant le statut d'occupation de ces logements, 66,4 % des habitants de la commune sont propriétaires de leur logement (65,9 % en 2013), contre 58,7 % pour l'Essonne et 57,5 pour la France entière.
| Typologie                                               | Brunoy | Essonne | France entière |
| ------------------------------------------------------- | ------ | ------- | -------------- |
| Résidences principales (en %)                           | 93     | 91,9    | 82,1           |
| Résidences secondaires et logements occasionnels (en %) | 1      | 1,6     | 9,7            |
| Logements vacants (en %)                                | 6      | 6,5     | 8,2            |

### Voies de communication et transports

#### Voies de communications
Brunoy est située au carrefour de routes départementales et nationales.
Voie importante, la route nationale 6 passe au sud-ouest de la commune à son entrée dans la forêt de Sénart. Elle est rejointe par la RD 54 qui se prolonge au nord au-delà des limites communales vers Brie-Comte-Robert sous la numérotation RD 53 dans le Val-de-Marne. Suivant le cours nord de l’Yerres, la RD 94 assure la liaison entre Boussy-Saint-Antoine et la Seine à Villeneuve-Saint-Georges. Suivant en partie ce même itinéraire, la RD 32 passe au sud de l’Yerres, de Villeneuve-Saint-Georges à la route nationale 19 par Crosne, Brunoy, Épinay-sous-Sénart et Boussy-Saint-Antoine.

#### Transport ferroviaire

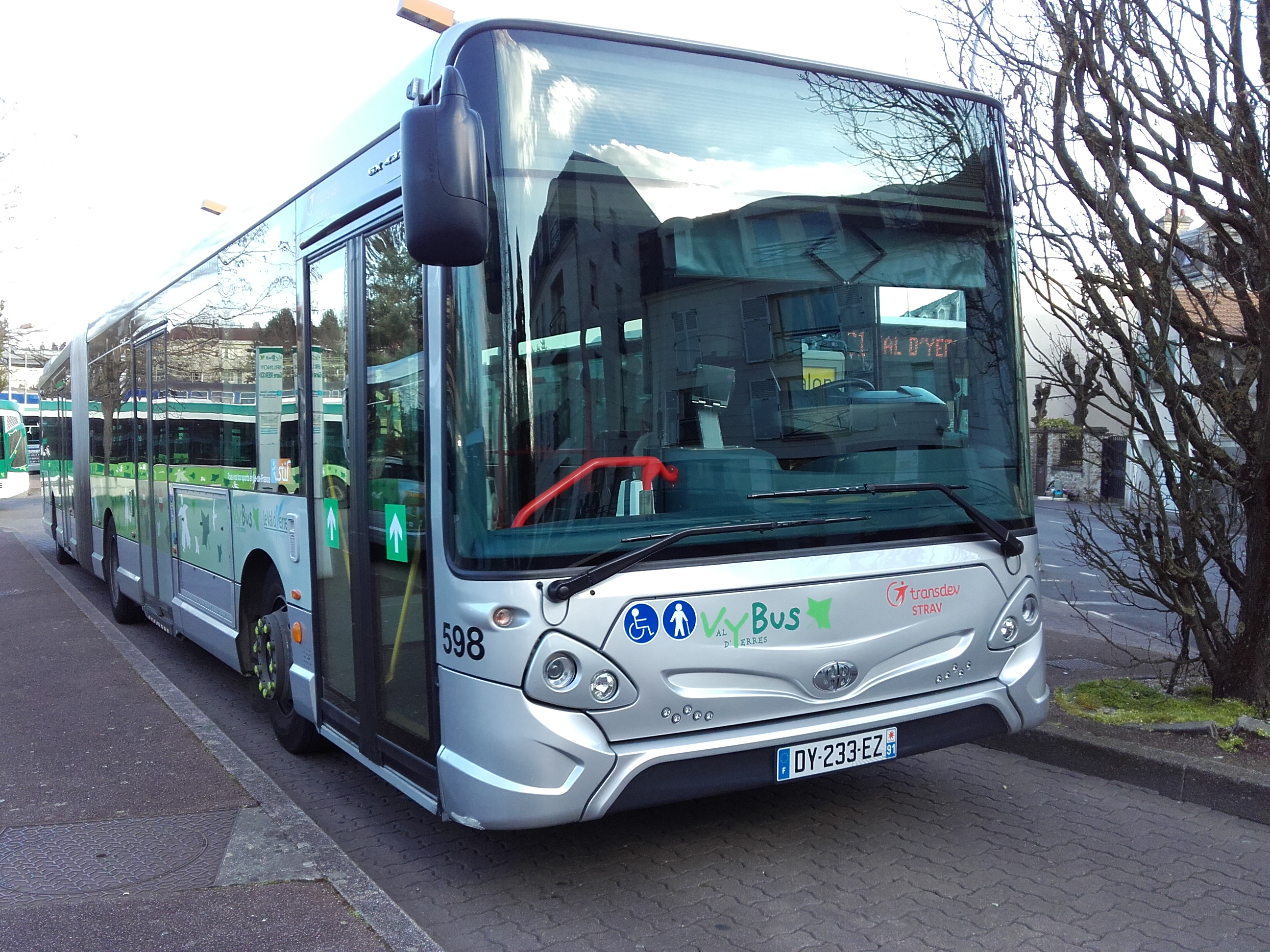
Bus à Brunoy

À proximité du centre-ville, la gare de Brunoy est desservie par le RER D (Transilien) de la SNCF (Gare de Paris-Lyon/Gare de Melun) et la ligne de Paris-Lyon à Marseille-Saint-Charles.
Depuis le 1er août 2022, le réseau Keolis Val d'Yerres Val de Seine a repris quasiment toutes les lignes de la Transdev STRAV jusqu'au 1er août 2027. Ci-dessous les lignes desservies à gare de Brunoy :
Keolis Val d'Yerres Val de Seine :
Lignes : 4111, 4132, 4135, 4136, 4158, 9101, Soirée Brunoy Sud et N134 ;
Marne et Seine :
Ligne 450.

## Toponymie
Le lieu est mentionné sous les formes Braunate in Brigeio en 633, Braunate en 635, Brunnadum, Brannadum, Braunadum en 638, Brennacum en 1147, Brunayum, Bruneium en 1171, Burneyum, Broni en 1130, Bronai 1150, de Bronaio, Broniacum en 1206, Bronaco en 1210, Bronayum en 1228, Bruneyum en 1270, Brunayum en 1273, Bronai, Brunai, Brounay, Brenay en 1397[réf. nécessaire], Bruney en 1411, Brunay en 1447. La ville s’est également orthographiée Brunois du temps de Bonaparte vu dans les archives du Journal de France. L’orthographe moderne Brunoy s'impose par la suite.
L’attribution des formes en Bran-, Bren- à Brunay est peu vraisemblable : d’une part, elles sont isolées et d’autre part, l’évolution phonétique de Bren- / Bran- en Brun- est peu défendable théoriquement. On note aussi dans les formes anciennes une confusion de suffixe : tout d’abord, entre -ATE et -ACU, tous deux suffixes localisants d’origine gauloise, ensuite, plus tard, entre les deux précédents et -ETU, suffixe collectif d’origine latine. Il est plausible d’admettre l’existence d’un lieu proche qui appartient au type toponymique gaulois *BRINNACU qui est extrêmement répandu et qui est à l’origine des Bernay, Berny, Brenay et Bernac. De toute évidence, si la forme citée Braunate de 685 par Albert Dauzat et Charles Rostaing et reprise par Ernest Nègre est juste, il s’agit bien du nom primitif de Brunoy. En effet, elle l’explique phonétiquement BRAUNATE > Bronad- avec évolution AU > o, caractéristique du gallo-roman (cf. CAUSA > chose) et lénition de [t] en [d], puis amuïssement [ø]. Du nom de personne latin Braunius (TLL) + suffixe gaulois -àte ; attraction du suffixe collectif -oy (< -ETU).
Pour Xavier Delamarre, Brunoy tire son nom du gaulois *Brāuoniācon, soit le « domaine de Brāvonios » ou le « domaine du moulin ».

## Histoire

### Préhistoire

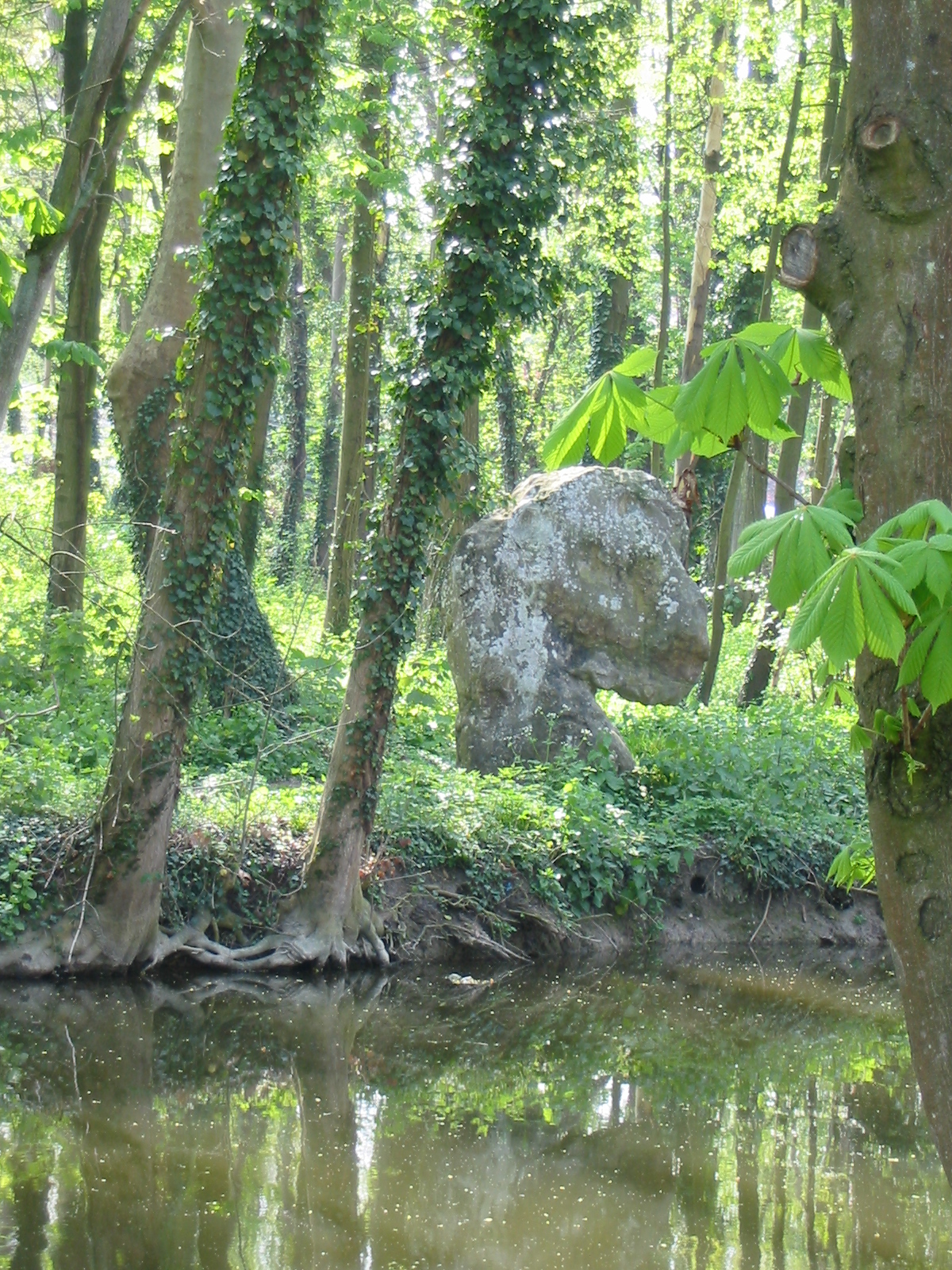
Menhir dit La Femme de Loth

Le territoire de la commune est fréquenté dès le Paléolithique. Plusieurs outils en pierre ont été retrouvés à la sablière, en forêt de Sénart, dont certains sont exposés au musée Robert Dubois-Corneau. Au Néolithique, deux alignements mégalithiques, dits des Pierres Frittes, sont érigés au bord de l’Yerres. Quatre autres menhirs et un dolmen incertains ont aussi été signalés autrefois mais ne sont plus visibles aujourd’hui.

### Antiquité
Une villa romaine, dont on a trouvé des vestiges, se tenait à l’emplacement de la rue du Rôle. L’actuelle RN6 emprunte le tracé d'une voie romaine qui reliait Lutèce à Agedincum (Sens)[réf. nécessaire].

### Moyen-Âge
À partir du Ve siècle, les Francs s’installent dans la région. Childebert reçoit le royaume de Paris à la mort de son père Clovis en 511. Dans son testament de 638, Dagobert Ier distribue le domaine royal de Brunoy : l’église de Saint-Denis hérite des terres situées à Brunoy même. C’est dans ce testament que le nom de Brunoy apparaît pour la première fois : Brennadum en latin.
Les terres sont partagées en plusieurs fiefs. Celui de la Tournelle appartenait au roi. Dans ce fief, il y avait un château, situé près de la sablière en forêt de Sénart où Philippe VI de Valois édicte en 1346 la Charte des eaux et forêts (ou ordonnance de Brunoy). Seul un donjon subsiste jusqu’à une époque récente : la tour de Ganne, qui s’écroule en 1836.
Un autre fief appartenait aux Brunayo, et ce jusqu’au XIIIe siècle. C’est cette famille qui construit le château près de l’Yerres, derrière le moulin, et qui donne à la ville son blason : d’or à la croix de gueules cantonnée de quatre lionceaux du même.
Les domaines sont éclatés, puis à nouveau rassemblés, en particulier grâce à la famille des Lannoy. La cité est à cette époque entourée de murailles défensives, tout comme le château des Brunayo. En 1656, Anne Élisabeth de Lannois, apporte la terre de Brunoy en dot à Charles de Lorraine. En 1676, une donation met ce domaine dans la famille de La Rochefoucault.

### XVIIIesiècle

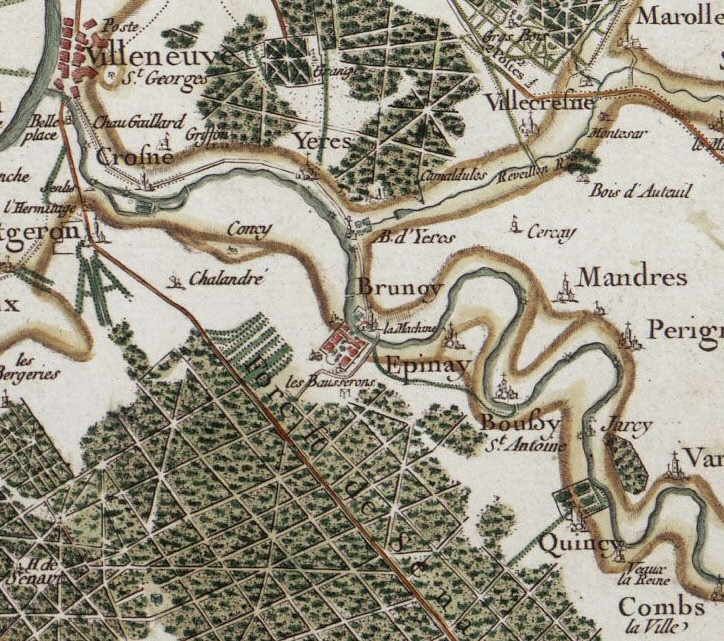
Brunoy et sa région vers 1780 (carte de Cassini).

En 1722, le fief de Brunoy est vendu au gardien du trésor royal, Jean Pâris de Monmartel. Ce domaine est érigé en marquisat en 1757. C’est à cette époque que l’on transforme le château féodal bordant  l’Yerres : une aile y fut ajoutée, les appartements sont richement décorés. L'importante fortune du propriétaire lui permet de créer les grandes eaux de Brunoy, sur la pente qui va du plateau de la forêt de Sénart vers l’Yerres. Les eaux venaient à la fois de la forêt elle-même et de l’Yerres grâce à un système de pompes. Le parc comporte alors  plusieurs bassins, des massifs de fleurs, des statues, un long canal et une cascade, animée grâce à la machine de Pierre-Joseph Laurent. Les visiteurs sont nombreux : Louis XV, la marquise de Pompadour séjournent à Brunoy. Jean Pâris de Monmartel commence également la décoration intérieure de l’église Saint-Médard.
Son fils Armand, connu comme le marquis de Brunoy, prend la relève à sa mort. Cet extravagant, très porté sur les festivités religieuses, orne toute la ville de noir à la mort de son père : domestiques, château, arbres, fontaines, chevaux vaches et poules. Son étrange comportement (il travaillait avec ses ouvriers) et la dilapidation de sa fortune amènent sa chute : en 1774, le domaine est vendu à Monsieur frère du roi Louis XVI, futur Louis XVIII qui y reçoit plusieurs fois Marie Antoinette. Monsieur réside au petit château, qu’il transforme en une belle demeure selon son goût (actuelle école rabbinique). Par lettres patentes données à Versailles en 1777, les marquisats de Brunoy et de Grosbois sont érigés pour le comte de Provence et son épouse en duché pairie de Brunoy; lequel est ensuite donné en 1786 (sous réserve d'usufruit) à leur neveu, le duc de Normandie, second fils du roi, alors âgé d'un an. En 1780, une crue emporte le pont. Il est reconstruit par un architecte de renom, Jean-Rodolphe Perronet. Monsieur et le Roi aiment chasser en forêt de Sénart, et Soufflot est chargé d’y construire un obélisque, la Pyramide actuelle.
Sous la Révolution française, le grand château est rasé, et le domaine démantelé. Brunoy attire alors des personnages célèbres, tel l’acteur François-Joseph Talma (venu à Brunoy comme dentiste). Fidèle de Bonaparte, puis de Louis XVIII, c'est le grand tragédien de son époque. Sociétaire de la Comédie-Française, il a plusieurs propriétés à Brunoy comme la Malgouverne, la Gouvernerie, ou la maison des Nourrices. Le général Dupont-Chaumont est lui propriétaire d’un grand parc aux Bosserons comprenant  un château, détruit lors du morcellement du parc au début du XXe siècle.

### XIXesiècle

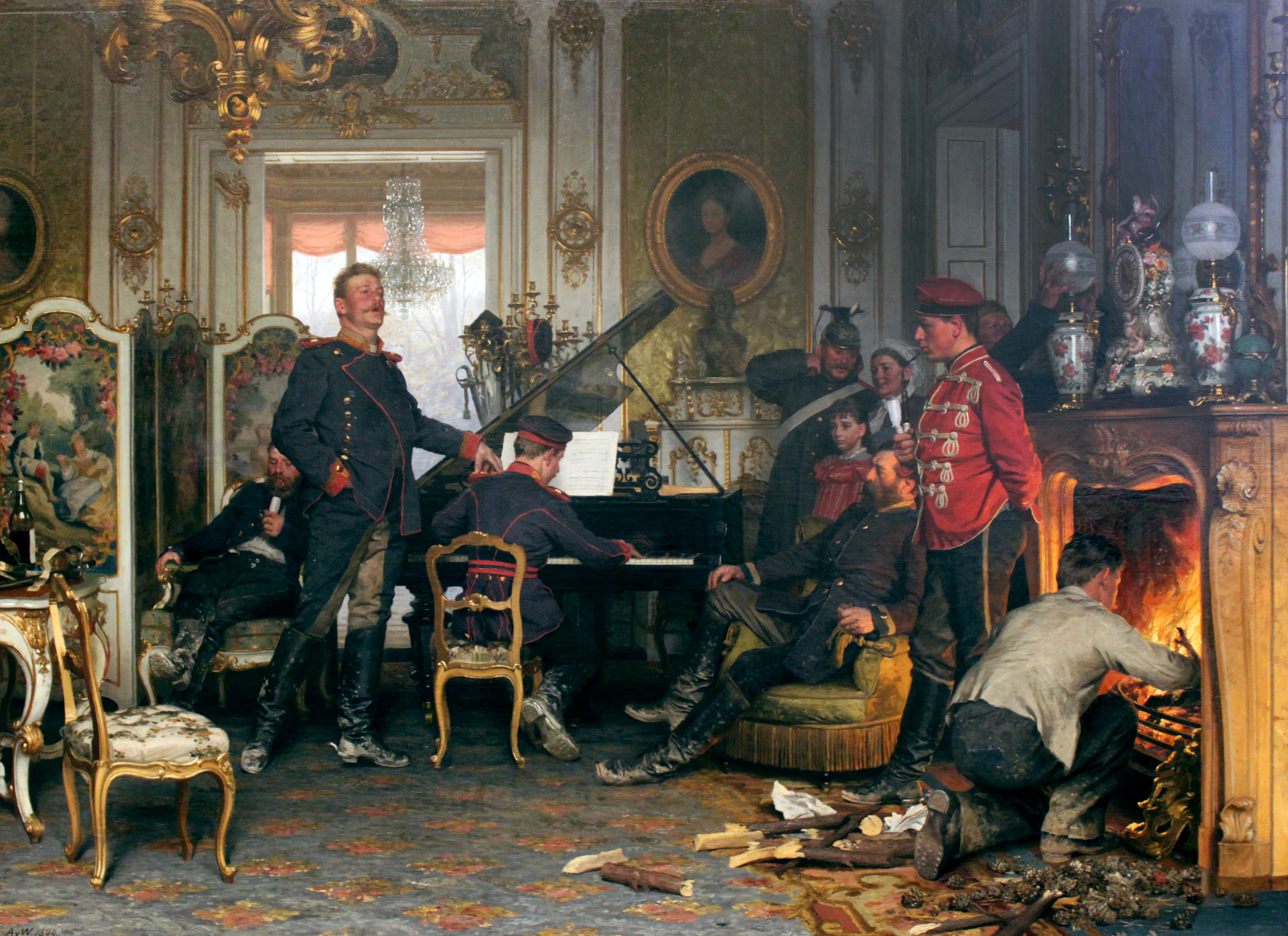
VON WERNER Anton - Un cantonnement sur la route de Paris au Château des Ombrages à Brunoy

En 1815, Louis XVIII souhaita conférer au duc de Wellington le titre de marquis de Brunoy. De nombreux bourgeois choisissent Brunoy pour leur résidence secondaire. C’est l’époque des châteaux et des belles demeures. On peut citer le domaine de Soulins (acquis par Charles Christofle, orfèvre de génie, spécialiste du procédé de galvanoplastie), le château des Ombrages, le château du Réveillon (occupé aujourd’hui par la Maison des arts), le château Ruel, les bâtisses de l’actuel Muséum national d'histoire naturelle. Corot séjourna à Brunoy et y peignit plusieurs tableaux.
Le Château des Ombrages a été réquisitionné par les troupes allemandes en route pour Paris en 1870 pour en faire leur quartier général. Cet épisode fait l’objet du tableau de Anton von Werner «Dans un cantonnement militaire, au château des Ombrages à Brunoy» .
Le chemin de fer (ligne de Paris-Lyon à Marseille-Saint-Charles) arrive à Brunoy en 1849. Sa venue impose la construction d’importants ouvrages d’art, comme le viaduc de Brunoy, long de trois cent soixante-quinze mètres et haut de trente-deux mètres. La gare de Brunoy ouvre en 1852, facilitant le déplacement des personnes et le transport des marchandises, accélérant le mouvement d'urbanisation de la commune.
La mairie actuelle est construite en 1898.

### XXesiècle
Brunoy devient un lieu de promenade privilégié à la Belle Époque. Il y a des guinguettes au bord de l’Yerres, et la forêt de Sénart attire également avec des bals-musette comme le Chat Noir ou le Moulin de la Galette, près de la Pyramide. Un de ces établissements est alors fort célèbre : Chez Gervaise (la ferme du cycle), où l’on peut essayer toutes sortes de vélos. Le début de ce siècle est aussi une période de lotissement. Beaucoup de grandes propriétés sont ainsi morcelées : le parc des Bosserons en 1904, le parc de la Pyramide en 1912[réf. nécessaire]. Brunoy se transforme en ville résidentielle, et les pavillons se développent. La population explose : 2 745 habitants en 1906, 8 149 en 1936, 22 727 en 1975.

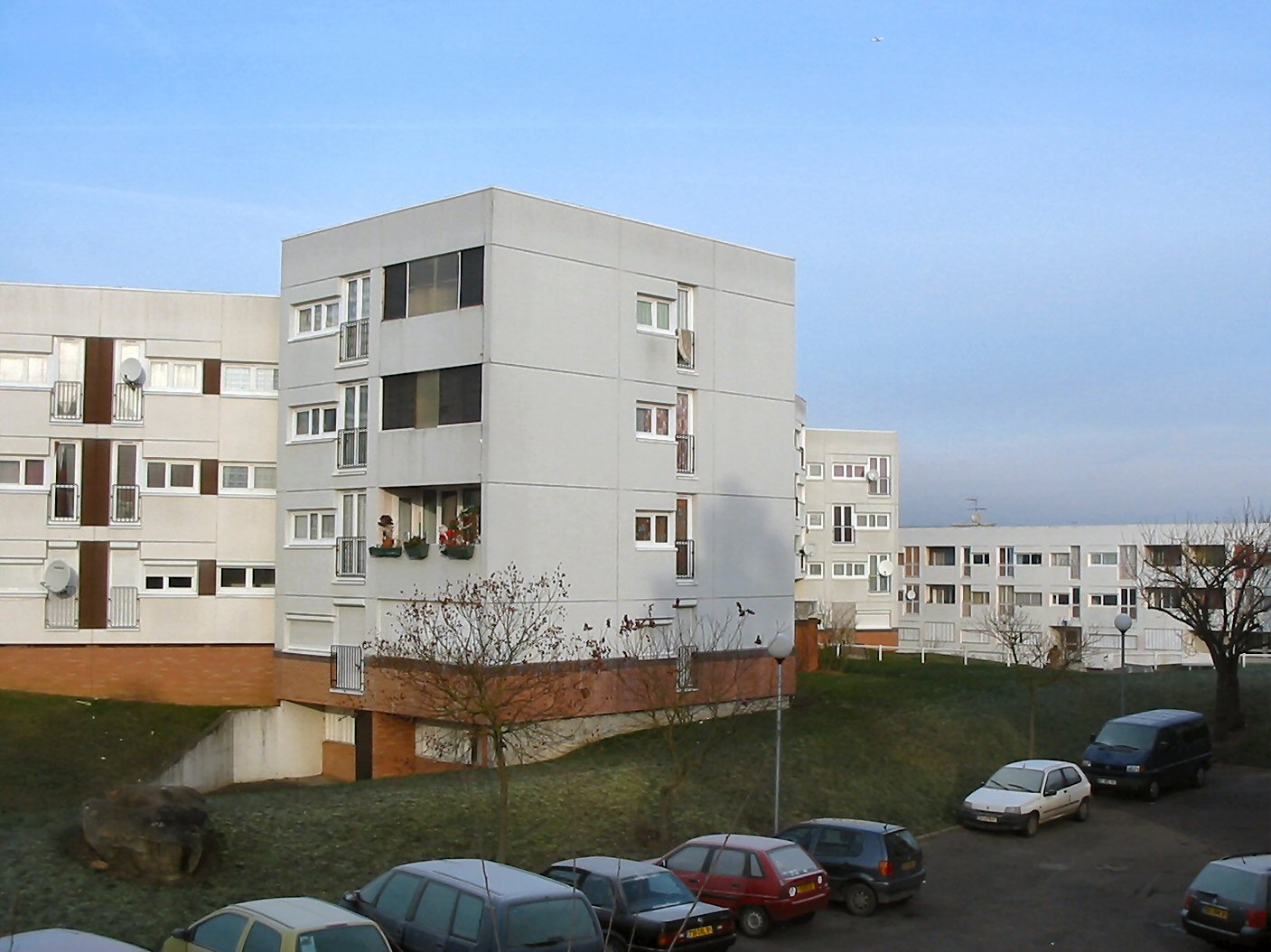
La cité des Hautes Mardelles.

L’électricité est installée en 1907. Pendant la Première Guerre mondiale, la propriété Méla accueille un hôpital de 30 lits, l'Hôpital auxiliaire de la société de secours aux blessés militaires (HASSBM) no 76. Madame Guttierez accueille, elle, la clinique « Les Bosserons » de 30 lits également, au sein de l'HASSBM no 89.
Le 20 mai 1931 à 8 heures 5 un accident ferroviaire entre un haut le pied et le train omnibus 1074 Montargis - Paris fait 7 blessés grave 28 blessés légers parmi les Brunoyens à bords.
Durant la Seconde Guerre mondiale, Christiane et Robert Vilgard s’illustrent en aidant des juifs, ils sont aujourd’hui reconnus par le comité pour Yad Vashem comme Justes parmi les nations.
Dans la seconde moitié du XXe siècle, on construit de grands ensembles immobiliers comme le Grand Parc ou le Parc de Talma au sud de la rivière. Les Hautes Mardelles, cité HLM de plus de trois mille habitants, sont construites en 1968. De violents affrontements opposent policiers et jeunes de ce quartier le weekend du 14 juillet 1992.

### XXIesiècle
Brunoy reste une ville essentiellement résidentielle. Les berges de l’Yerres sont aménagées. La forêt de Sénart, autrefois chasse royale, est l’une des forêts les plus fréquentées de la région. Le musée contant l’histoire de Brunoy et de sa région, installé dans la demeure d’un historien, Robert Dubois-Corneau, devient musée de France. Brunoy se rapproche des communes voisines à travers la communauté d’agglomération du Val d’Yerres.
En 2005, des véhicules sont brûlés lors des violences urbaines dans les banlieues qui ont secoué tout le pays en octobre et novembre.
En 2017, le Moulin de la Galette, fermé depuis plusieurs années, est racheté par la Ville qui lance alors un appel à projets pour redynamiser la vie du quartier. Au printemps 2018, il devient ainsi un café associatif nommé le Zef.

## Politique et administration

### Rattachements administratifs et électoraux

#### Rattachements administratifs
Antérieurement à la loi du 10 juillet 1964, la commune faisait partie du département de Seine-et-Oise. La réorganisation de la région parisienne en 1964 fit que la commune appartient désormais au département de l'Essonne et à son arrondissement d'Évry après un transfert administratif effectif au 1er janvier 1968.
Elle faisait partie de 1801 à 1919 du canton de Boissy-Saint-Léger de Seine-et-Oise, année où elle intègre le Villeneuve-Saint-Georges. En prémisse de la mise en place de l'Essonne, la ville devient le chef-lieu du canton de Brunoy. Dans le cadre du redécoupage cantonal de 2014 en France, cette circonscription administrative territoriale a disparu, et le canton n'est plus qu'une circonscription électorale.

#### Rattachements électoraux
Pour les élections départementales, la commune est depuis 2014 désormais divisée entre les cantons d'Épinay-sous-Sénart et d'Yerres
Pour l'élection des députés, la commune est intégrée à la huitième circonscription de l'Essonne.

### Intercommunalité
La ville adhérait depuis 2002 à la communauté d'agglomération du Val d'Yerres.
Dans le cadre de la mise en œuvre de la loi MAPAM du 27 janvier 2014, qui prévoit la généralisation de l'intercommunalité à l'ensemble des communes et la création d'intercommunalités de taille importante, le préfet de la région d'Île-de-France approuve le 4 mars 2015 un schéma régional de coopération intercommunale qui prévoit notamment la « fusion de la communauté d'agglomération Sénart Val de Seine, de la communauté d'agglomération du Val d'Yerres et extension du nouveau regroupement à la commune de Varennes-Jarcy », jusqu'alors membre de la Communauté de communes du Plateau Briard. Celle-ci, après une consultation de ses habitants qui s'est tenue en avril 2015, intègre néanmoins la communauté de communes de l'Orée de la Brie le 1er janvier 2016, de manière à ne pas être concernée par la Métropole du Grand Paris,.
Les communes de Sénart Val de Seine s'opposent à la création, et le maire de Draveil, Georges Tron, organise un référendum dans sa ville, qui aboutit à un rejet de la fusion par 98,3 %, mais avec une participation limitée à 23 % des électeurs,.
La création de la nouvelle communauté d'agglomération est néanmoins créée par arrêté préfectoral du 14 décembre 2015 « portant création d’un établissement public de coopération intercommunale issu de la fusion des communautés d’agglomération Sénart Val de Seine et Val d’Yerres », dénommée communauté d'agglomération Val d'Yerres Val de Seine.

### Tendances politiques et résultats
Les électeurs de Brunoy votent traditionnellement plutôt à droite, les extrêmes y étant moins marqués comme lors de l’élection présidentielle de 2002 où Jean-Marie Le Pen n’avait recueilli que 15,96 % au premier tour (troisième place derrière Lionel Jospin) et 15,04 % à Brunoy au second tour contre 17,79 % en France, la participation aux scrutins nationaux est souvent plus élevée.
Cependant, comme le reste du pays, Brunoy a placé en tête la gauche lors des élections européennes de 2004 et des élections régionales de 2004 et de 2010, où la ville apporta plus de 58 % des suffrages au candidat de l'Union de la Gauche (PS, Front de Gauche et EELV), Jean-Paul Huchon, président du conseil régional sortant.
En outre, le canton de Brunoy bascula de droite à gauche en 2008, situation inédite depuis une cinquantaine d’année, le candidat socialiste Édouard Fournier profitant de la division de la droite locale au premier tour et du mauvais report de voix sur l’ancien conseiller général soutenu par la droite au second tour.
Néanmoins, l'élection présidentielle de 2012 montre que la ville de Brunoy commence peu à peu à basculer à gauche. En effet, au premier tour, François Hollande (PS) arrive en tête avec 27,92 % des suffrages contre 25,98 % pour le président sortant, Nicolas Sarkozy (UMP) ; la participation pour le premier tour était de 77,33 %. Au second tour, c'est François Hollande qui est préféré avec une courte majorité de 50,65 % des voix ; la participation a d'ailleurs augmenté entre les deux tours pour atteindre 80,05 %.
Au niveau européen, Brunoy est une ville caractéristique des villes qui comptent des populations relativement privilégiées. En effet, les Brunoyens ont par deux fois validé les référendums européens, lors du référendum sur le traité établissant une constitution pour l'Europe et lors du référendum français sur le traité de Maastricht de 1992 (57,16 % de Oui).
Les électeurs font aussi preuve d’un certain conservatisme en plébiscitant de 1977 à 2012 le maire Laurent Béteille. La ville, peu enclin au changement en ce qui concerne son premier magistrat, n’a ainsi connu que deux maires depuis la fin de la Seconde Guerre mondiale. Même si depuis 2001, l'élection municipale connait un fort taux d'abstention et le maire n'est réélu qu'à la majorité relative des voix. En 2012, Laurent Béteille abandonne son fauteuil de maire au profit de son premier adjoint, Bruno Gallier. Celui-ci est réélu en 2014 dès le premier tour, avec 55,64 % des voix. Pour la première fois de son histoire, le Front national obtient deux conseillers municipaux à Brunoy.

#### Élections présidentielles
Résultats des deuxièmes tours :
- Élection présidentielle de 2002 : 85,78 % pour Jacques Chirac (RPR), 14,22 % pour Jean-Marie Le Pen (FN), 82,81 % de participation[60].
- Élection présidentielle de 2007 : 54,98 % pour Nicolas Sarkozy (UMP), 45,02 % pour Ségolène Royal (PS), 85,13 % de participation[61].
- Élection présidentielle de 2012 : 50,65 % pour François Hollande (PS), 49,35 % pour Nicolas Sarkozy (UMP), 80,05 % de participation[58].
- Élection présidentielle de 2017 : 74,58 % pour Emmanuel Macron (LREM), 25,42 % pour Marine Le Pen (FN), 75,89 % de participation.

#### Élections législatives
Résultats des deux meilleurs scores :
- Élections législatives de 2002 : 58,60 % pour Nicolas Dupont-Aignan (UMP) élu au premier tour, 23,04 % pour Marie Christine Ducassé (PS), 67,91 % de participation[62].
- Élections législatives de 2007 : 59,34 % pour Nicolas Dupont-Aignan (DLR) élu au premier tour, 21,48 % pour Véronique Haché-Aguilar (PS), 60,75 % de participation[63].
- Élections législatives de 2012 : 61,72 % pour Nicolas Dupont-Aignan (DLR), 38,28 % pour Aude Bristot (PS), 56,06 % de participation[64].
- Élections législatives de 2017 : 53,00 % pour Antoine Pavamani (LREM), 47,00 % pour Nicolas Dupont-Aignan (DLF),, 47,99 % de participation.

#### Élections européennes
Résultats des deux meilleurs scores :
- Élections européennes de 2004 : 25,12 % pour Harlem Désir (PS), 17,72 % pour Patrick Gaubert (UMP), 45,93 % de participation[65].
- Élections européennes de 2009 : 23,19 % pour Michel Barnier (UMP), 20,21 % pour Jean-Pierre Enjalbert (DLR), 42,59 % de participation[66].
- Élections européennes de 2014 : 22,17 % pour Dominique Jamet (DLR), 16,40 % pour Aymeric Chauprade (FN), 44,72 % de participation[67].
- Élections européennes de 2019 : 24,75 % pour Nathalie Loiseau (LREM), 16,79 % pour Yannick Jadot (EELV), 52,45 % de participation.

#### Élections régionales
Résultats des deux meilleurs scores :
- Élections régionales de 2004 : 47,70 % pour Jean-Paul Huchon (PS), 41,66 % pour Jean-François Copé (UMP), 65,95 % de participation[68].
- Élections régionales de 2010 : 54,05 % pour Jean-Paul Huchon (PS), 46,95 % pour Valérie Pécresse (UMP), 46,14 % de participation[69].
- Élections régionales de 2015 : 46,57 % pour Valérie Pécresse (LR), 38,05 % pour Claude Bartolone (PS), 56,09 % de participation[70].

#### Élections cantonales puis élections départementales
Résultats des deuxièmes tours :
- Élections cantonales de 2001 : 51,30 % pour Michel Dumont (UDF), 48,70 % pour Christine Malcor (PS), 59,57 % de participation[71].
- Élections cantonales de 2008 : 50,69 % pour Édouard Fournier (PS), 49,31 % pour Michel Dumont (UMP), 50,71 % de participation[72].
- Élections départementales de 2015 : 63,42 % pour Olivier Clodong et Martine Sureau (DLF), 36,58 % pour Élodie Jauneau et Kile Olivier Yenge (PS), 44,72 % de participation.

#### Élections municipales
- Élections municipales de 2001 : 39,96 % pour Laurent Béteille (RPR), 34,30 % pour Christine Malcor (PS), 61,59 % de participation[73].
- Élections municipales de 2008 : 49,02 % pour Laurent Béteille (UMP), 39,68 % pour Christine Malcor (PS), 51,55 % de participation[74].
- Au premier tour des élections municipales de 2014 dans l'Essonne, la liste UMP-UDI menée par le maire sortant Bruno Gallier — qui a succédé en 2012 à Laurent Béteille, démissionnaire — obtient la majorité absolue des suffrages exprimés, avec 5 153 voix (55,63 %, 28 conseillers municipaux élus dont 10 communautaires), devançant très largement celles menées respectivement par[75] : 
- Édouard Fournier  (PS-PCF-EELV , 2 793 voix, 30,15 % , 5 conseillers municipaux élus dont 2 communautaires) ;
- Marie-Thérèse Donzeau (FN, 1 316 voix, 14,20 %, 2 conseillers municipaux élus).
Lors de ce scrutin, 45,45 % des électeurs se sont abstenus.

- Au premier tour des élections municipales de 2020 dans l'Essonne[76], la liste LR menée par le maire sortant Bruno Gallier obtient la majorité absolue des suffrages exprimés, avec 3 035 voix (55,99 %, 28 conseillers municipaux élus dont 6 communautaires) , devançant très largement celles menées respectivement par[77] : 
- Karim Sellami (EELV, 1 363 voix, 25,14 %, 4 conseillers municipaux élus dont 1 communautaire) ; 
- Arnaud Degen 	(DIV, 1 022 voix, 18,85 %, 3 conseillers municipaux dont 1 communautaires).
Lors de ce scrutin marqué par la pandémie de Covid-19 en France, 66,68 % des électeurs se sont abstenus.

#### Référendums
- Référendum de 2000 relatif au quinquennat présidentiel : 73,08 % pour le Oui, 26,92 % pour le Non, 31,24 % de participation[78].
- Référendum de 2005 relatif au traité établissant une Constitution pour l’Europe : 50,53 % pour le Oui, 49,47 % pour le Non, 71,96 % de participation[79].

### Liste des maires
Vingt-six maires se sont succédé à la tête de l’administration municipale de Brunoy depuis l’élection du premier en 1789.

### Instances de démocratie participative
Trois conseils de quartier participent aux réflexions municipales. Un conseil municipal des jeunes siège régulièrement[réf. nécessaire].

### Distinctions et labels
En 2003, la ville reçoit le prix spécial du jury du grand prix de l’environnement des villes d’Île-de-France

### Jumelages
| Espinho Reigate and Banstead Wittlich Corbi Brunoy |

La commune a développé des associations de jumelage avec :
- Espinho (Portugal) depuis 1986, située à 1 225 kilomètres[92].
- Reigate and Banstead (Royaume-Uni) depuis 1991, située à 343 kilomètres[93].
- Wittlich (Allemagne) depuis 1979, située à 349 kilomètres[94].

Au-delà de l'Europe, elle a signé un pacte d'amitié avec la ville de Mendoza en Argentine.

## Équipements et services publics
→ Conseils pour la rédaction de cette section.

### Eau et déchets
L’eau potable provient des usines de Vigneux-sur-Seine (40 %) et Morsang-sur-Seine (20 %) qui traitent l’eau de la Seine et l’eau souterraine captée en Seine-et-Marne (30 %) et dans le Val d’Yerres (10 %). Elle est calcaire (dureté de 23,9 °F en moyenne) et peu fluorée.

### Enseignement

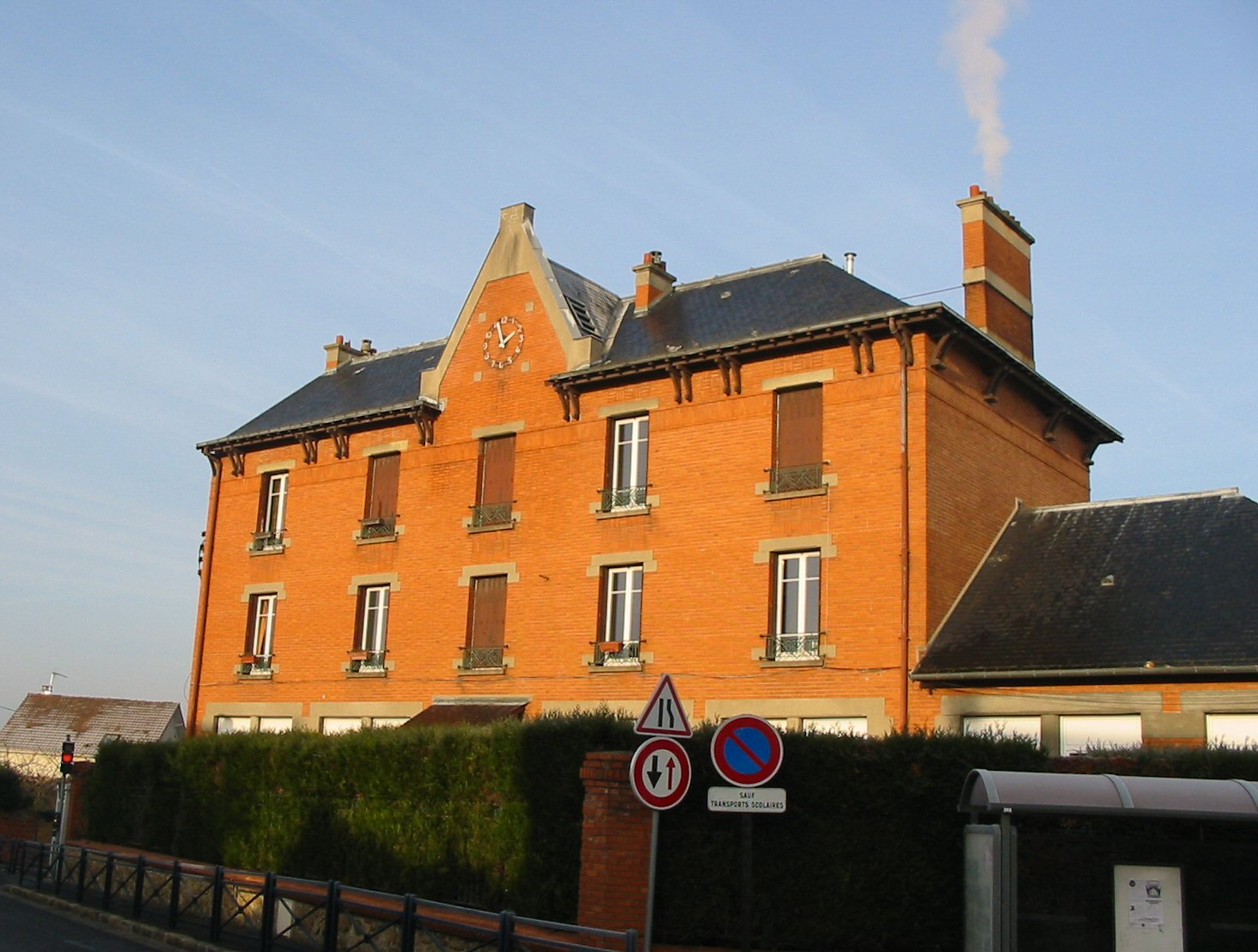
L’école des Mardelles.

Les écoles de la commune relèvent de l’académie de Versailles  et de l’inspection académique de l’Essonne. La circonscription fait partie du bassin d’éducation et de formation de Brunoy.
En 2010, la commune dispose sur son territoire des six écoles maternelles Les Sauvageons, Les Bosserons, La Sablière, Le Champ Fleuri, La Vigne des Champs et Soulins, des trois écoles élémentaires Les Ombrages, Les Mardelles et Jean-Merlette, des trois écoles primaires Le Chêne, François-Joseph Talma et Robert-Dubois. Les élèves poursuivent leur scolarité dans les collèges Louis-Pasteur et Albert-Camus et au lycée général et technique François-Joseph-Talma.
La ville compte par ailleurs deux établissements privés, un établissement catholique sous contrat, l’Institut Saint-Pierre (de la maternelle au lycée) et une école privée de pédagogie Montessori (primaire) ainsi que deux établissements pour personnes handicapées, l’institut médico-éducatif Les Vallées et l’institut médico-éducatif La Cerisaie.
Trois crèches et deux haltes-garderies accueillent les jeunes enfants, trois centres de loisirs (La Vigne des Champs, Robert-Dubois et Talma) assurent la garde durant les vacances scolaires.

### Équipements culturel

Le théâtre de la vallée de l’Yerres.

La commune dispose de six installations à caractère culturelle sur son territoire. La bibliothèque municipale dotée de dix huit mille volumes en section jeunesse et vingt mille en section adulte, le centre municipal de culture et de loisirs qui accueille une école d’art, des ateliers et des expositions d’artistes, l’école de musique et de danse, le théâtre de la vallée de l’Yerres, inauguré en 2007 disposant de cinq cent trente places, la salle des fêtes et la salle Leclerc.
S’ajoutent un site du Muséum national d'histoire naturelle (le laboratoire et parc d’écologie générale) et le musée Robert Dubois-Corneau, musée d’histoire locale installé dans l’ancienne demeure du collectionneur et labellisé musée de France.

### Équipements sportifs

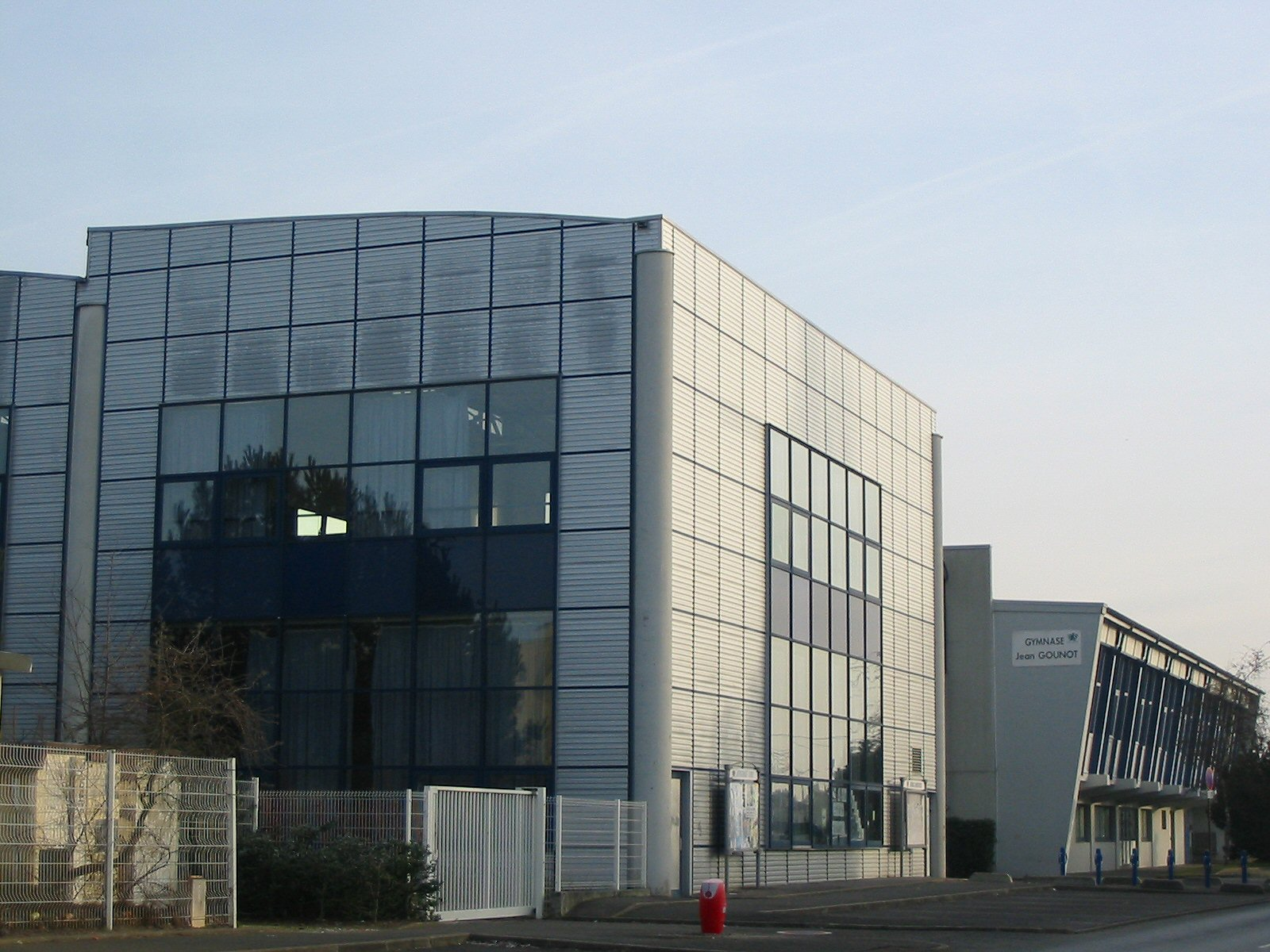
Le gymnase Jean Gounot.

Brunoy compte un centre nautique intercommunal, deux stades, deux gymnases, treize courts de tennis dont trois couverts, un dojo, un plateau d’évolution consacré aux sports de glisse ainsi qu’un terrain de boules lyonnaises et une aire de pétanque.

### Postes et télécommunications
En 2010, trois bureaux de poste sont réparties sur le territoire en centre-ville, dans les quartiers sud et aux Provinciales.

### Santé
En 2009, Brunoy ne dispose pas sur son territoire d’hôpital et relève pour les pathologies lourdes du centre hospitalier intercommunal de Villeneuve-Saint-Georges, les urgences étant traitées par le SMUR de Corbeil-Essonnes.
Deux cliniques médicales privées sont installées à Brunoy, la clinique Les Vallées et la clinique Les Jardins, auxquelles s’ajoutent quatre maisons de retraite privées, l’Arepa, la maison de la Fondation Balcarce et Gutierrez de Estrada, la maison du Tiers Temps et le Repotel.
Toujours en 2009, cinquante-huit médecins, vingt chirurgiens-dentistes et neuf pharmacies et deux centres de la protection maternelle et infantile, sont implantés sur la commune.

### Justice, sécurité, secours et défense
L’organisation judiciaire rattache les justiciables de Brunoy au tribunal d’instance de Juvisy-sur-Orge, aux tribunaux de Tribunal judiciaire, de tribunal de commerce et conseil de prud’hommes d’Évry, tous dépendants de la cour d'appel de Paris.
La commune accueille sur son territoire une caserne de gendarmerie nationale et un commissariat de la police nationale[réf. nécessaire].
Le centre de secours d’Épinay-sous-Sénart assure en 2009 la sécurité des biens et personnes de la commune.

### Autres services publics
En 2009, la commune dispose d'un délégué du médiateur de la République qui tient une permanence au centre commercial des Provinciales, un centre d'information et d'orientation est installé rue Talma, la caisse d’allocations familiales dispose d’une antenne dans la commune comme la caisse primaire d'assurance maladie, une agence de l’Assedic reçoit les demandeurs d’emplois et une perception accueille les contribuables.

## Population et société

### Démographie
Les habitants de la commune sont appelés les Brunoyens ou les Brénadiens.

#### Évolution démographique
L'évolution du nombre d'habitants est connue à travers les recensements de la population effectués dans la commune depuis 1793. Pour les communes de plus de 10 000 habitants les recensements ont lieu chaque année à la suite d'une enquête par sondage auprès d'un échantillon d'adresses représentant 8 % de leurs logements, contrairement aux autres communes qui ont un recensement réel tous les cinq ans,.

En 2022, la commune comptait 25 792 habitants, en évolution de −1,01 % par rapport à 2016 (Essonne : +2,89 %, France hors Mayotte : +2,11 %).
| 1793 | 1800 | 1806 | 1821 | 1831 | 1836  | 1841  | 1846  | 1851  |
| ---- | ---- | ---- | ---- | ---- | ----- | ----- | ----- | ----- |
| 978  | 912  | 877  | 915  | 961  | 1 000 | 1 115 | 1 200 | 1 205 |

| 1856  | 1861  | 1866  | 1872  | 1876  | 1881  | 1886  | 1891  | 1896  |
| ----- | ----- | ----- | ----- | ----- | ----- | ----- | ----- | ----- |
| 1 191 | 1 500 | 1 709 | 1 777 | 2 037 | 2 037 | 2 228 | 2 180 | 2 381 |

| 1901  | 1906  | 1911  | 1921  | 1926  | 1931  | 1936  | 1946   | 1954   |
| ----- | ----- | ----- | ----- | ----- | ----- | ----- | ------ | ------ |
| 2 642 | 2 745 | 3 339 | 4 237 | 6 001 | 7 519 | 8 149 | 10 072 | 10 920 |

| 1962   | 1968   | 1975   | 1982   | 1990   | 1999   | 2006   | 2011   | 2016   |
| ------ | ------ | ------ | ------ | ------ | ------ | ------ | ------ | ------ |
| 14 848 | 16 031 | 22 727 | 23 899 | 24 468 | 23 617 | 25 856 | 25 492 | 26 055 |

| 2021   | 2022   | - | - | - | - | - | - | - |
| ------ | ------ | - | - | - | - | - | - | - |
| 25 423 | 25 792 | - | - | - | - | - | - | - |

Gros bourg lors du premier recensement des personnes en 1793, Brunoy perd alors des habitants jusqu’au début du XIXe siècle et 1826 qui voit la première hausse, le passage de la barre des mille personnes en 1836, progression continue jusqu’à la petite baisse des années 1850. Au sortir de la guerre franco-prussienne de 1870, la commune connait une première hausse importante, dépassant les deux mille résidents en 1876. Au passage du XXe siècle, deux mille six cent quarante-deux personnes vivaient à Brunoy. Le chiffre augmente rapidement en trente ans pour atteindre sept mille cinq cent dix neuf résidents permanents grâce à la construction des premiers lotissements pavillonnaires. Les deux guerres mondiales n’ont que peu d’impact démographique à Brunoy, la commune dépassant le seuil des dix mille habitants au sortir de la seconde en 1946. À partir de la fin des années 1950 intervient la deuxième forte progression avec la construction de grands ensembles, Brunoy étant située en relative proche banlieue et desservie par les axes de transports, de dix mille neuf cent vingt personnes en 1954, elle passa à plus de quatorze mille en 1962, plus de seize mille en 1968 et vingt-deux mille sept cent vingt-sept en 1975, fin des grands chantiers.
Elle se stabilise alors malgré un net recul entre 1990 et 1999 où elle perd plus de huit cent cinquante personnes en dix ans, mais progresse à nouveau pour atteindre vingt-cinq mille huit cent cinquante-six Brunoyens lors du recensement en 2006.
En 1999, 6,4 % des résidents de la commune sont de nationalité étrangère, dont 2,2 % originaires du Portugal, 0,7 % d’Algérie, 0,5 % d’Italie et du Maroc, 0,3 % de Tunisie, 0,2 % d’Espagne et 0,1 % de Turquie.

#### Pyramide des âges
En 2018, le taux de personnes d'un âge inférieur à 30 ans s'élève à 36,3 %, soit en dessous de la moyenne départementale (39,9 %). À l'inverse, le taux de personnes d'âge supérieur à 60 ans est de 24,1 % la même année, alors qu'il est de 20,1 % au niveau départemental.
En 2018, la commune comptait 12 293 hommes pour 13 061 femmes, soit un taux de 51,51 % de femmes, légèrement supérieur au taux départemental (51,02 %).
Les pyramides des âges de la commune et du département s'établissent comme suit.
| Hommes | Classe d’âge | Femmes |
| ------ | ------------ | ------ |
| 0,6    | 90 ou +      | 1,8    |
| 6,3    | 75-89 ans    | 9,0    |
| 14,2   | 60-74 ans    | 16,1   |
| 21,2   | 45-59 ans    | 21,1   |
| 18,6   | 30-44 ans    | 18,3   |
| 19,0   | 15-29 ans    | 15,4   |
| 20,1   | 0-14 ans     | 18,2   |

| Hommes | Classe d’âge | Femmes |
| ------ | ------------ | ------ |
| 0,5    | 90 ou +      | 1,4    |
| 5,4    | 75-89 ans    | 7,2    |
| 12,9   | 60-74 ans    | 13,9   |
| 20     | 45-59 ans    | 19,4   |
| 19,9   | 30-44 ans    | 20,1   |
| 20     | 15-29 ans    | 18,2   |
| 21,3   | 0-14 ans     | 19,8   |

### Sports et loisirs
Parmi les équipes et les clubs, on peut citer l’Étincelle sportive de Brunoy (basket-ball), le Cercle nautique de Brunoy (natation), le Neptune Club de Brunoy (plongée sous-marine), le Football club de Brunoy (football) ou l’Athlétic Brunoy club (athlétisme), ainsi que l’ES Brunoy Handball mais également le Brunoy Floorball Club (hockey en salle).
Chaque année sont organisées les « dix bornes de la Saint-Médard », course à pied à travers la commune.
Diverses manifestations sont organisées dans la commune dont le festival international de music-hall, le festival d'orgue, la quinzaine de la danse et le salon des illustrateurs et du livre de jeunesse. Vingt-quatre associations animent la saison culturelle à Brunoy dont les compagnies de théâtre de la Brie et les Marivaux d’Yerres.

### Cultes

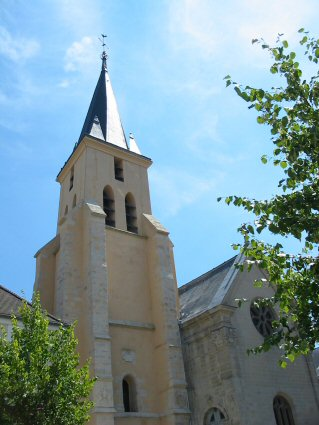
L’église Saint-Médard.

La paroisse de Brunoy relève du doyenné de Brunoy - Val d’Yerres et du diocèse d'Évry-Corbeil-Essonnes. Les fidèles sont accueillis dans les églises Saint-Médard, Saint-Pierre Fourier, la chapelle Notre-Dame de Lourdes (aussi appelée Notre-Dame du Sauvageon) et au relais Saint Paul.
Le culte juif dispose en 2009 de la yechiva Tomhei Temimim Loubavitch.
Egalement en 2009, le culte protestant est représenté par l’église protestante évangélique du Val d’Yerres. .

### Médias
La ville de Brunoy diffuse chaque mois le magazine Un mois en ville, complétée par la diffusion deux fois par an de La parole aux quartiers. La communauté d’agglomération publie chaque trimestre le Val d’Yerres Magazine.
Les pages locales du Parisien et Le Républicain couvrent le secteur de Brunoy en ce qui concerne la presse écrite.
Il existe une chaîne de télévision départementale : Téléssonne, ainsi qu’une radio locale : EFM. La radio Horizon FM fut un temps installée à Brunoy avant son déménagement en 1983 à Quincy-sous-Sénart.

## Économie

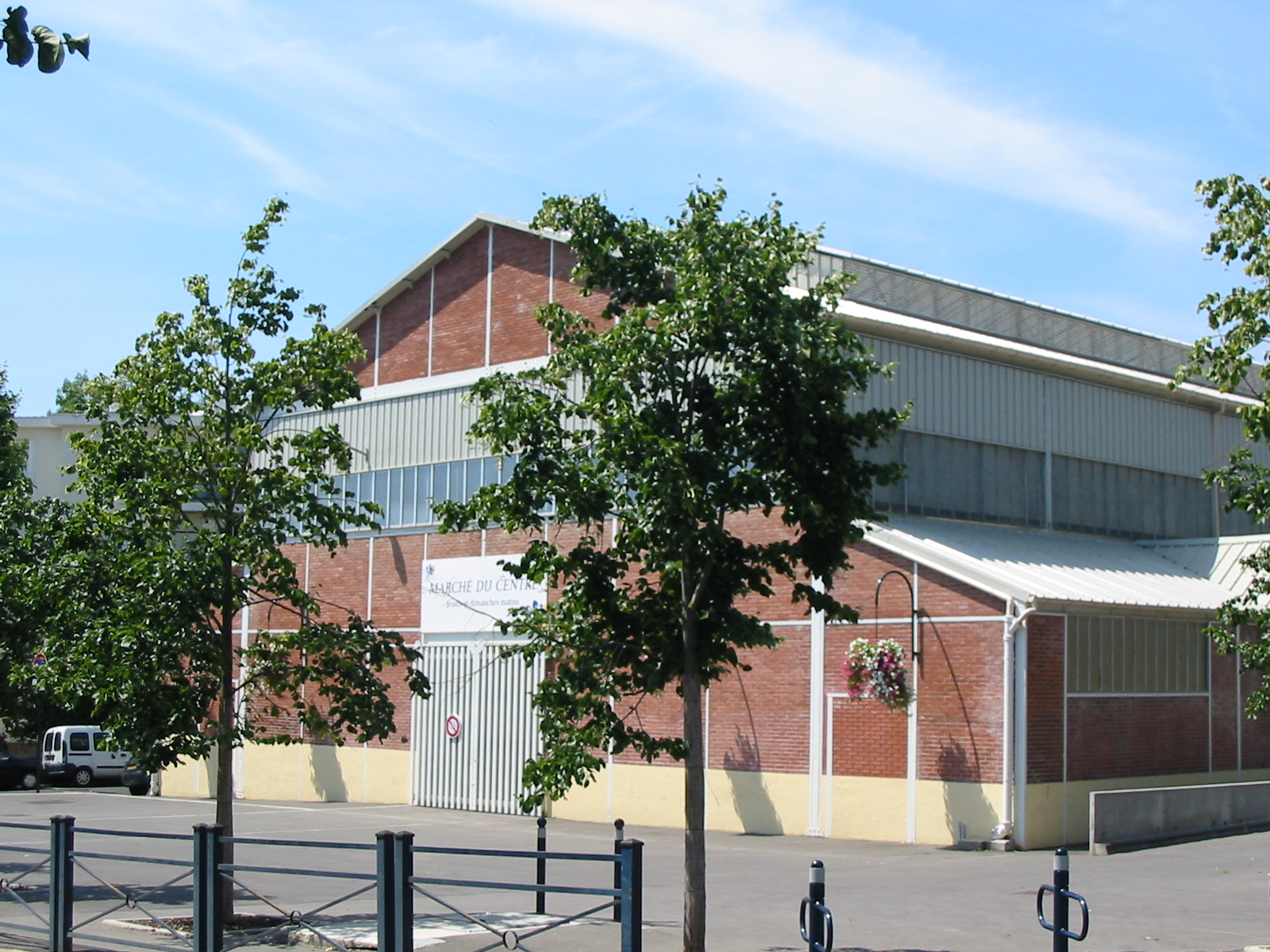
Le marché du centre.

### Revenus de la population et fiscalité
Le revenu net imposable des ménages Brunoyens s’élevait à 23 103 euros, 71 % des ménages étant imposés sur le revenu.
En 2010, le revenu fiscal médian par ménage était de 39 000 €, ce qui plaçait Brunoy au 3 030e rang parmi les 31 525 communes de plus de 39 ménages en métropole.

### Emploi
La population active de la commune est estimée à 11 559 personnes en 1999 avec un taux de chômage fixé à 9,0 %, 90 % des actifs occupant un emploi exerçaient dans le secteur tertiaire, 5,7 % dans la construction, 3,8 % dans l’industrie et seulement 0,2 % soit huit personnes dans l’agriculture sans qu’il n’y ait d’exploitation sur le territoire communal. En 2005
| Répartition des emplois par catégorie socioprofessionnelle en 2006. |              |                                           |                                                   |                            |                          |                           |
|                                                                     | Agriculteurs | Artisans, commerçants, chefs d’entreprise | Cadres et professions intellectuelles supérieures | Professions intermédiaires | Employés                 | Ouvriers                  |
| Brunoy                                                              | 0,1 %        | 6,2 %                                     | 19,6 %                                            | 29,1 %                     | 32,6 %                   | 12,4 %                    |
| Zone d’emploi de Créteil                                            | 0,2 %        | 5,4 %                                     | 17,6 %                                            | 27,3 %                     | 30,3 %                   | 19,3 %                    |
| Moyenne nationale                                                   | 2,2 %        | 6,0 %                                     | 15,4 %                                            | 24,6 %                     | 28,7 %                   | 23,2 %                    |
| Répartition des emplois par secteur d'activité en 2006.             |              |                                           |                                                   |                            |                          |                           |
|                                                                     | Agriculture  | Industrie                                 | Construction                                      | Commerce                   | Services aux entreprises | Services aux particuliers |
| Brunoy                                                              | 0,3 %        | 3,7 %                                     | 5,6 %                                             | 9,9 %                      | 8,8 %                    | 7,8 %                     |
| Zone d’emploi de Créteil                                            | 0,7 %        | 9,4 %                                     | 7,1 %                                             | 14,4 %                     | 13,9 %                   | 7,2 %                     |
| Moyenne nationale                                                   | 3,5 %        | 15,2 %                                    | 6,4 %                                             | 13,3 %                     | 13,3 %                   | 7,6 %                     |
| Sources : Insee                                                     |              |                                           |                                                   |                            |                          |                           |

### Entreprises et commerces
En 2006, 1 057 entreprises sont installées à Brunoy. En 2005, 4 680 emplois salariés existent dans la ville. L’éducation, la santé et l’action sociale sont les secteurs les plus représentés, tout comme la fonction publique territoriale qui emploie cinq cents agents.
La région de Brunoy, très résidentielle, se caractéristique par un déficit d’emploi important : le taux d’emploi net de l’agglomération n’est que de 0,41, l’un des plus faibles du département. Pour y remédier, la communauté d’agglomération souhaite développer l’activité économique en favorisant l’installation d’entreprises le long de la RN6. Les principales entreprises sur le territoire municipal sont le Crédit agricole titres (activités financières) qui occupe quatre cents salariés, la Société de transport automobile et de voyage et l’Association Saint-Pierre-Notre-Dame avec deux cents salariés chacune. Deux centres commerciaux sont implantés dans les quartiers Talma et La Vigne des Champs, deux marchés se tiennent en centre-ville les jeudis et dimanches matin et dans le quartier des Bosserons les mardis et vendredis matin. Un office de tourisme a été mis en place pour promouvoir la commune.

## Culture locale et patrimoine

### Lieux et monuments
Le patrimoine architectural de Brunoy est varié, avec des monuments de différentes époques.
Le patrimoine mégalithique se compose de deux alignements, situés aux bords de l'Yerres et dénommés tous deux Pierres Frittes (ou Fittes) c’est-à-dire « la pierre fichée en terre », tous deux classés monuments historiques respectivement en 1889 et 1977 (alignement dit de la propriété Talma, et celui incluant les menhirs de Haute-Borne et du Gros-Caillou).
L’église Saint-Médard, située au cœur de Brunoy, a été reconstruite au XVIe siècle, sur l’emplacement d’une chapelle mérovingienne (les récents travaux ont découvert une tombe de cette époque). Elle possède de riches boiseries datant du XVIIIe siècle en lambris sculptés, peints et dorés. Un chevet à cinq pans et un chœur XIIIe siècle, deux peintures de Jean Restout (1732-1797) : Saint Joseph et l’Enfant, la Vierge et l’Enfant, des vitraux du XIXe siècle d’Émile Hirsch, élève de Delacroix complètent la richesse de l’édifice. Elle fut classée monument historique en 1981.
Deux ponts remarquables subsistent encore sur le cours de l’Yerres : le Pont de Soulins, peint par Caillebotte, plus vieux pont de Brunoy, datant de 1745, qui constitue avec la gloriette et les petites îles sur l’Yerres un cadre pittoresque, inscrit à l’inventaire des monuments historiques en 1987 ; et le pont Perronet, reconstruit en 1780 (à la place d’un pont en bois emporté par une crue) par Jean-Rodolphe Perronet, architecte de renom constructeur, entre autres, du pont de la Concorde à Paris. Ce pont enjambe l’Yerres et permet de relier les deux rives de la ville. Son parapet est décoré d’une superbe grecque. C’est un point de vue intéressant sur la vieille ville et sur l’église Saint-Médard, classé monument historique en 1991.
La Pyramide, en fait un obélisque, marque l’entrée de Brunoy sur la RN6 et la porte de la forêt de Sénart. Construite en 1779 par Soufflot, c’était le rendez-vous de chasse du roi Louis XVI. Lieu accidentogène, cet obélisque a été déplacé pour libérer la chaussée durant les années 1960. Il était entouré de deux sculptures de Maurice Prost jusqu’en 2003, date de leur déplacement. Ces deux sculptures ont ensuite été positionnées dans les jardins du musée Robert Dubois-Corneau. Classée monument historique en 1934.
Diverses riches demeures rappellent les villégiatures qui autrefois prévalaient dans la vallée de l’Yerres, dont le musée Robert Dubois-Corneau, le château du Réveillon, le château des Ombrages, le Petit Château, ancienne résidence du comte de Provence et ses communs, la demeure des Choquets, la maison des Nourrices, propriété de François-Joseph Talma au XIXe siècle.

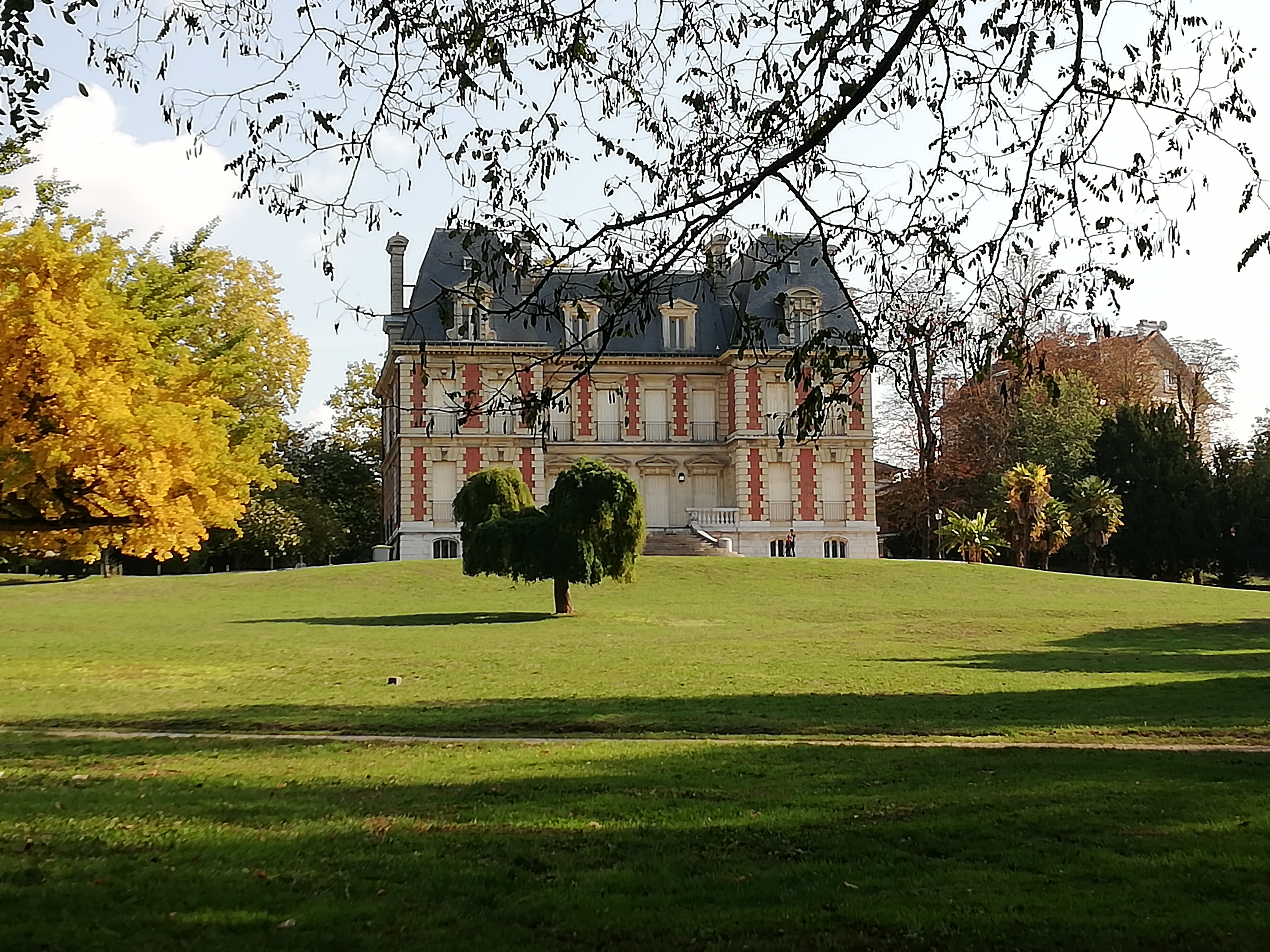
Le château du Réveillon.
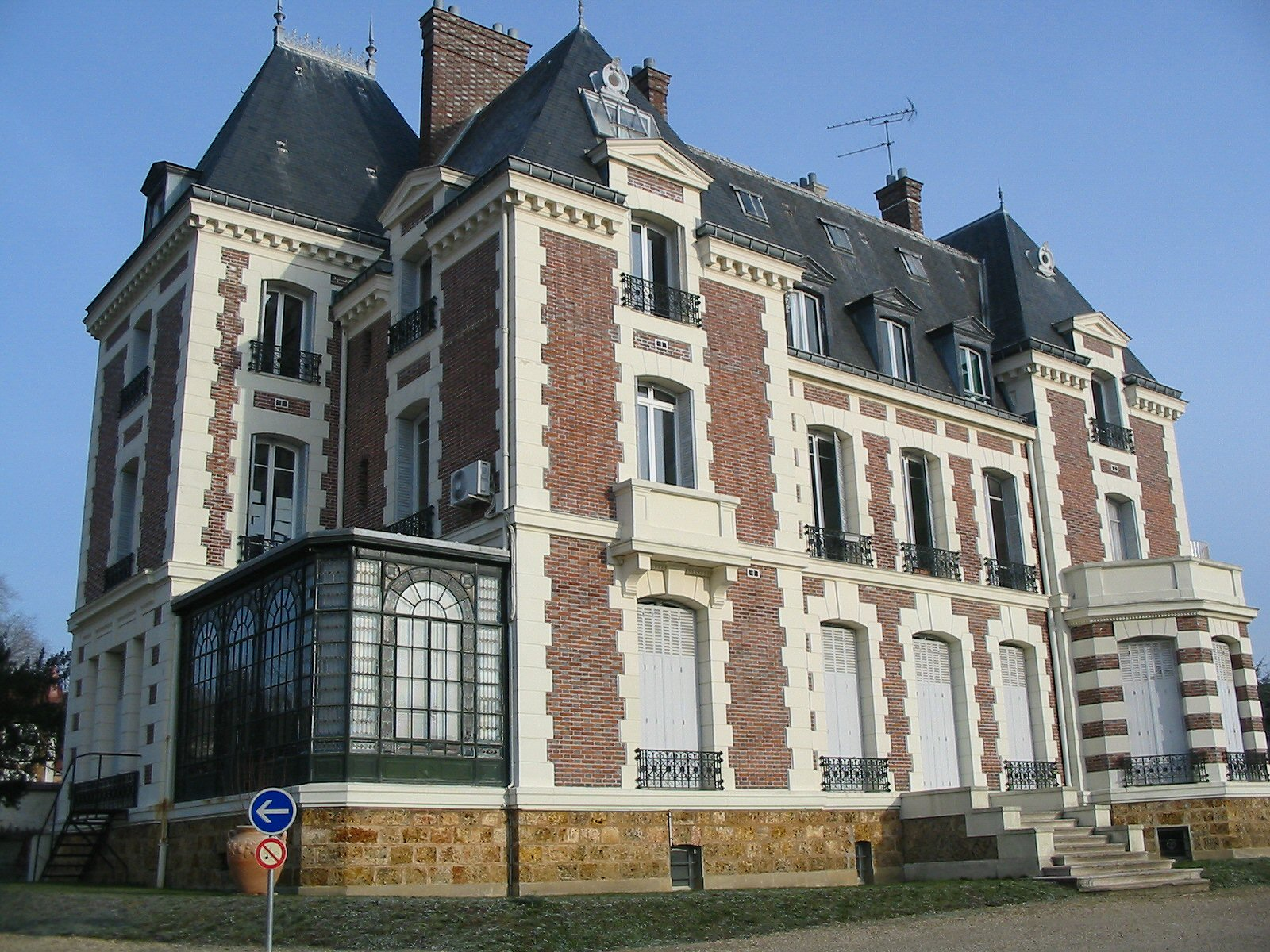
Ancienne demeure bourgeoise.
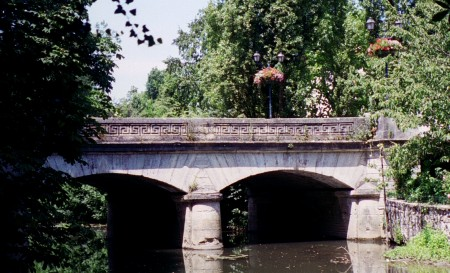
Le pont Perronet.
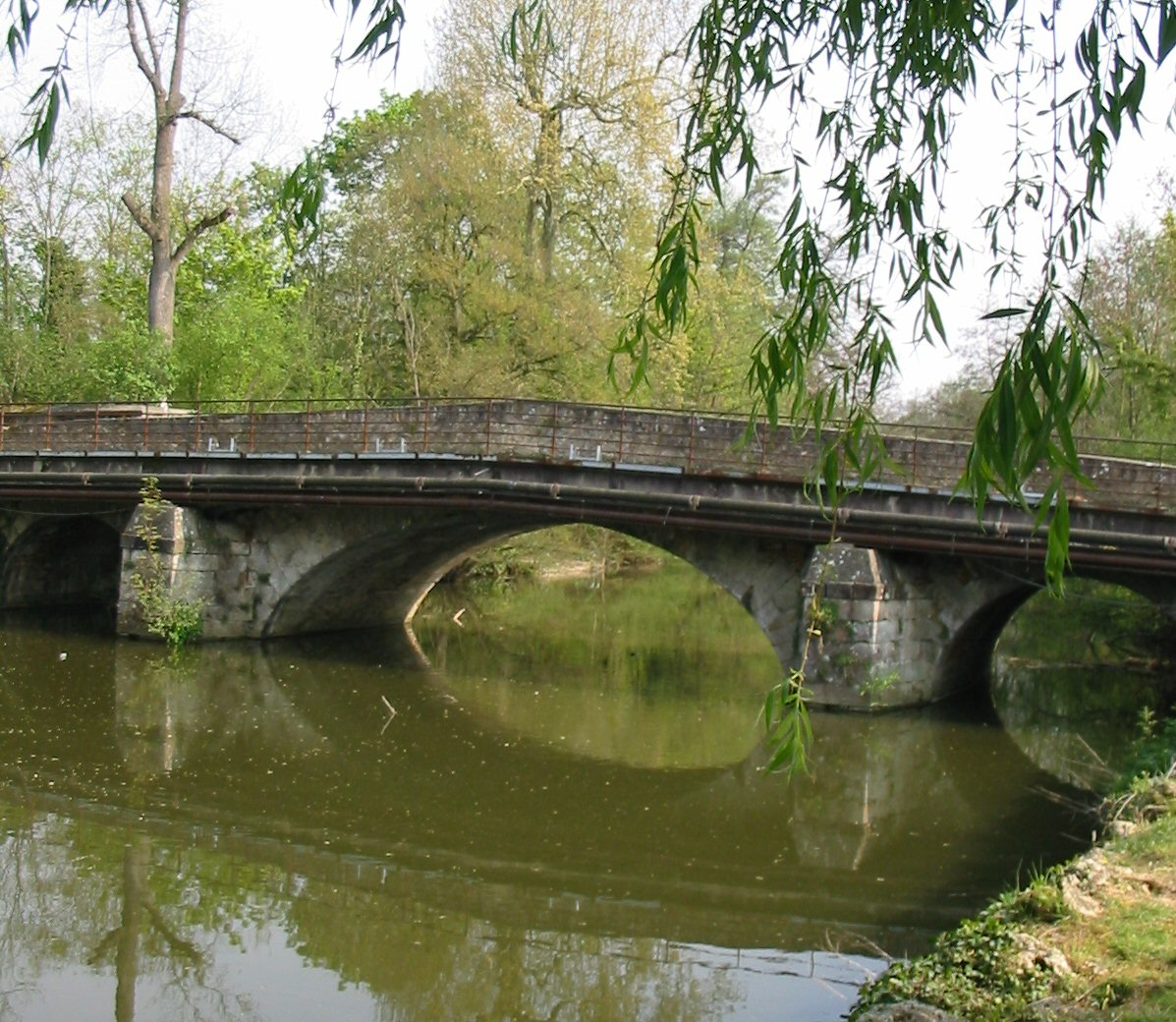
Le pont de Soulins.
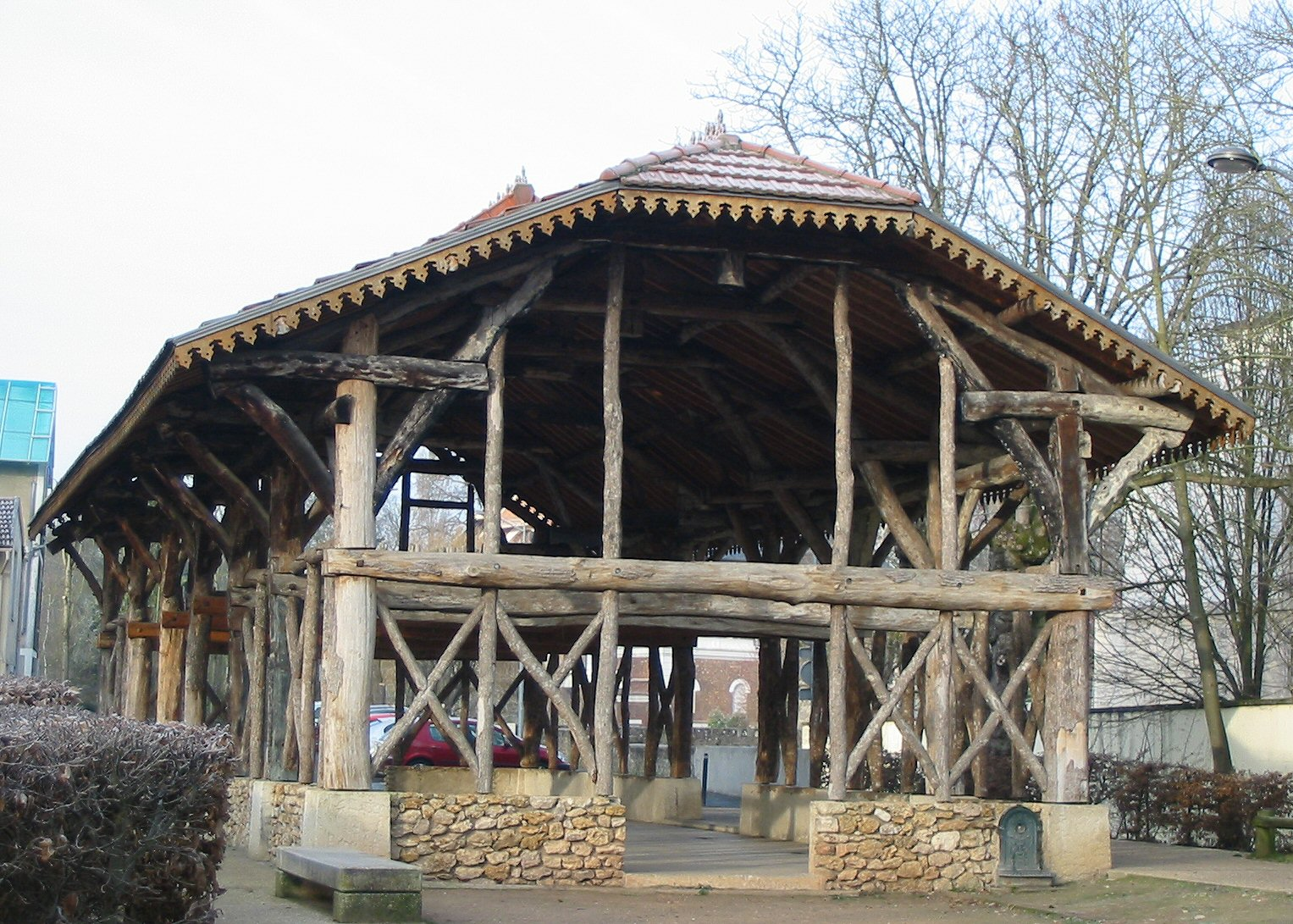
La grange de l’île sur l’Yerres.
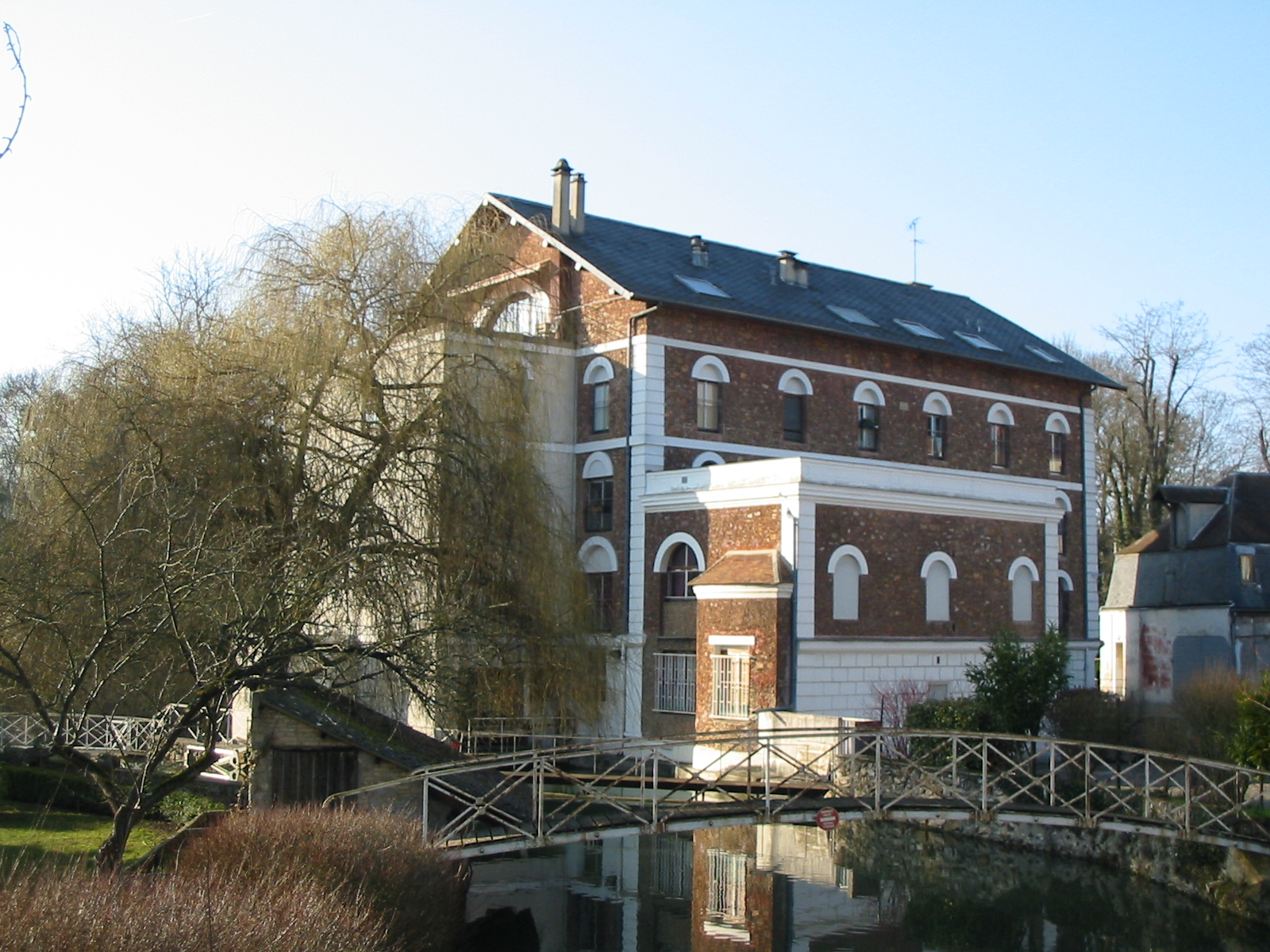
L’ancien moulin de Brunoy.
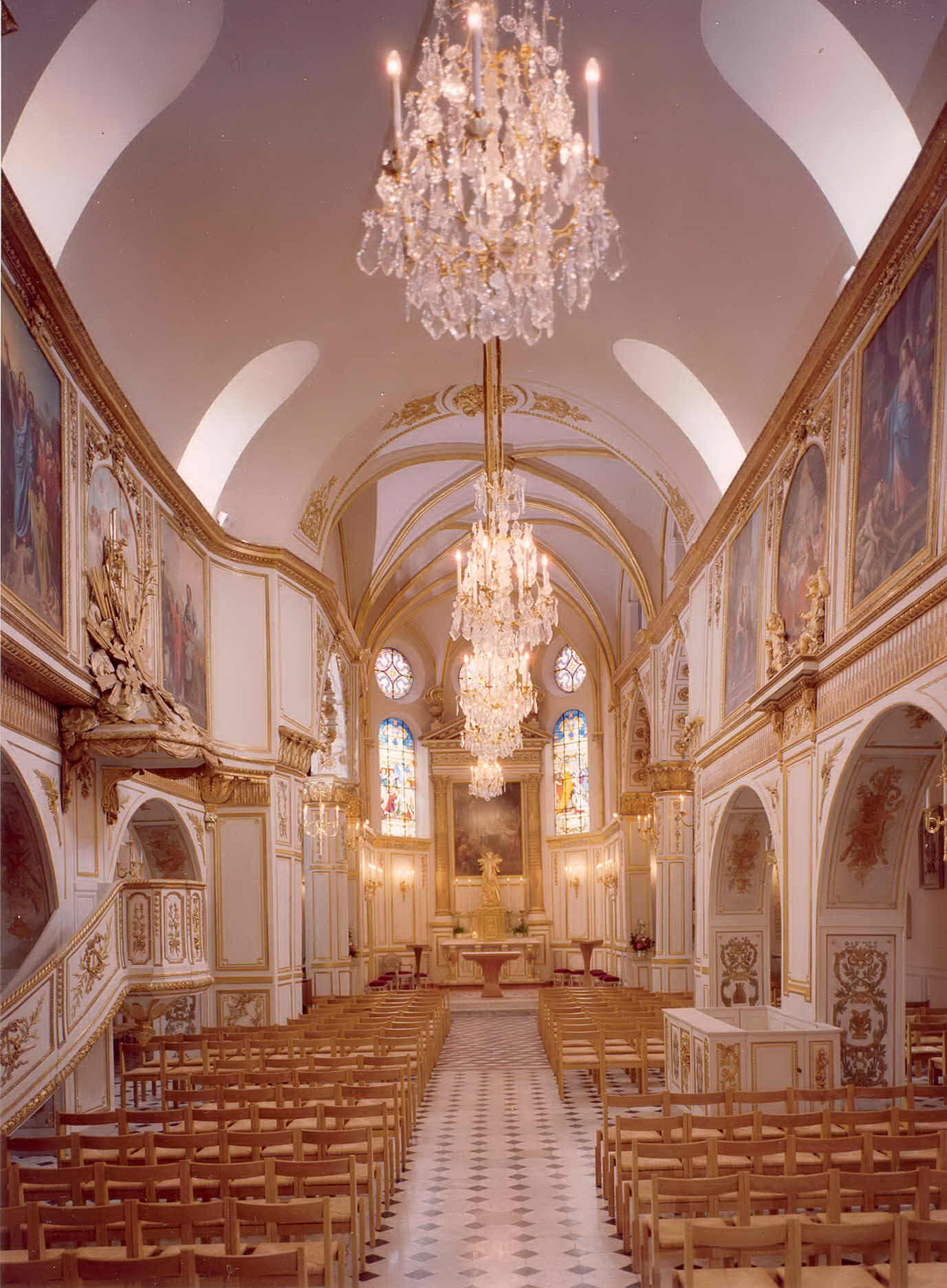
Intérieur de l'église Saint-Médard.

### Brunoy  dans les arts
- Brunoy est aussi le patronyme choisi par Blanchette Brunoy (1915-2005), actrice française.
- Brunoy a servi de lieu de tournage pour plusieurs films dont La Cage de Pierre Granier-Deferre sorti en 1975, Lucy en miroir de Raphaël Bassan sorti en 2003[153], Intrusions d’Emmanuel Bourdieu sorti en 2007[154] et Après mai, d'Olivier Assayas (2012).

### Personnalités liées à la commune

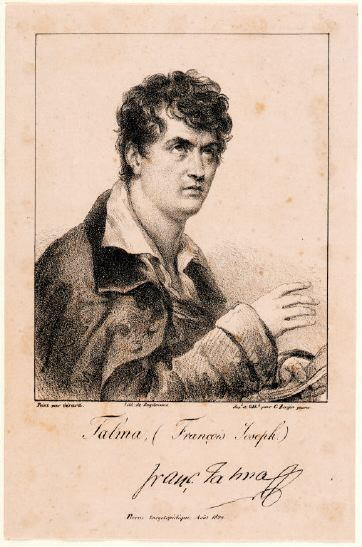
François-Joseph Talma.

Différents personnages publics sont nés, décédés ou ont vécu à Brunoy :
- Louis Denis Lalive de Bellegarde (1680-1751), financier, seigneur de Brunoy.
- Jean Pâris de Monmartel (1690-1766), marquis de Brunoy, financier, garde du Trésor royal, banquier de la Cour, y a habité.
- Jacques-Germain Soufflot (1713-1780), architecte français, y séjourne.
- Pierre-Louis Davous (1749-1819), comte d’Empire, membre du Sénat conservateur, pair de France, agent puis président de l’administration centrale de la municipalité du canton de Brunoy de floréal an V (avril-mai 1797) à nivôse an VIII (décembre/janvier 1799/1800).
- Le comte de Provence, Monsieur, futur Louis XVIII (1755-1824), y vécut.
- Jules-David Cromot du Bourg (1725-1786), surintendant des finances et bâtiments de Monsieur, gouverneur du château de Brunoy, est inhumé à Brunoy.
- Pierre Antoine Dupont-Chaumont (1759-1838), officier supérieur dans l’armée révolutionnaire, puis avec Napoléon Ier. Il achète en 1799 l’ancienne faisanderie des Bosserons.
- François-Joseph Talma (1763-1826), tragédien français, révolutionne la scénarisation du théâtre classique. Il a habité à Brunoy où ses anciennes possessions foncières ont marqué profondément l'urbanisation de la commune dans les années 1970, avec la création d'un nouveau quartier sur leur emplacement : résidence Talma, lycée Talma, centre commercial, Centre d'Information et d'Orientation (CIO), commissariat de police, stade Parfait-Lebourg. Ce projet immobilier « pharaonique » fait alors l'objet d'une violente opposition et voit la naissance d'une association environnementaliste menée par le Dr Jean Gautier, Claude Monestier (marionnetiste) et Pierre Gavarry (comédien, metteur en scène et réalisateur).
- Antoine Alexandre Dejean (1765-1848), général des armées de la République et de l'Empire, y est mort.
- Charlotte Vanhove (1771-1860), actrice française, y vécut.
- Pierre Lafon (1773-1846), né Pierre Rapenouille, tragédien français, surnommé « le beau Lafon », fait ombrage à Talma. Habite Brunoy, rue du Pont-Perronnet ; sa maison est toujours visible au carrefour de la Poste.
- Général José de San Martín (1778-1850), général argentin, y est inhumé entre 1861 à 1880 avant que sa dépouille soit rapatriée à la cathédrale de Buenos Aires. Sa petite-fille Mme Balcarce y Gutiérrez de Estrada a fondé à Brunoy une institution caritative.
- Jean-Baptiste Camille Corot (1796-1875), peintre, y séjourne. L'un des tableaux qu'il y a peint, Grange à Brunoy, fait partie de la collection du Palais Fesch-musée des Beaux-Arts d'Ajaccio.
- Charles Christofle (1805-1863), orfèvre, achète le domaine de Soulins, démoli en 1967.
- Ferdinand Hoefer (1811-1878), médecin, lexicographe, écrivain, habite les Bosserons au 27 rue des Grès.
- Numance Bouel (1824-1884), peintre français, né et mort à Brunoy.
- Henri Sellier (1849-1899), ténor français, interprète de Sigurd, Salambo, La Juive, Les Huguenots, habite à Brunoy la villa Rhadamès.
- Marguerite Delaroche (1873-1963), peintre française, née à Brunoy.
- Marie Curie (1867-1934), physicienne française, double prix Nobel[156].
- Louis Gervais dit Gervaise (1883-1967), créateur du premier parc d’attraction avec vélos comiques "Chez Gervaise" à Brunoy.
- Francis Carco (1886-1958), écrivain, habite longtemps rue des Vallées.
- Henri Fruchaud (1894-1960), chirurgien, officier des forces françaises libres, Compagnon de la Libération, y décède.
- Jean Gounot (1894-1978), gymnaste triple médaillé olympique, y a vécu et y est enterré[157].
- Maurice Prost (1894-1967), sculpteur, achète un terrain, en 1926, pour y construire sa maison et son atelier[158].
- Perikl Stavrov (1895-1855), écrivain grec d'origine russe, y est décédé.
- Valéry Inkijinoff (1895-1973, acteur français, d’origine russe, y décède.
- Georges Bataille (1897-1962), écrivain et philosophe français.
- Paul Grimault (1905-1994), réalisateur français, passe son enfance en bordure de la forêt de Sénart, aux « Bosserons ».
- Robert Miquel (1905-1995]), dit Romi, écrivain français, homme de radio, collectionneur, antiquaire, historien de l'insolite, des mœurs privées, des arts mineurs et de l'érotisme, il a été journaliste à Paris Match et au Crapouillot. Habitait rue des Vallées.
- Helmut von Zborowski, (1905-1969) comte autrichien, ingénieur en aéronautique, inventeur de concepts innovants : décollage vertical, aile annulaire. Pris par les Français à la fin de la Seconde Guerre mondiale en 1945, il est assigné à résidence à Brunoy au château du Réveillon et fonde ensuite un bureau d'études pour promouvoir ses inventions avant de retourner en Autriche. Il travaillait sur le projet "Coléoptère" de la SNECMA en 1955.
- Henri Pollès (1909-1994), écrivain et poète, y est décédé.
- Henry Coston (1910-2001), journaliste, éditeur, essayiste et militant d'extrême droite français, vécut avant la Seconde Guerre mondiale avenue du Parc où il domicilia différentes structures militantes ou éditoriales, dont les Nouvelles Éditions Nationales.
- Léo Valentin (1919-1956), l’homme-oiseau, résidait dans le quartier des Bosserons.
- Jean Boulet (1920-2011), pilote d'essai et détenteur du record d'altitude en hélicoptère.
- Jean Bruce (1921-1963), écrivain français, créateur du personnage d’OSS 117, habite rue Tronchard.
  - Bernard Clavel (1923-2010), écrivain français, y vécut rue Jules-Ferry. Claude Silberzahn (1935-2020) lui racheta la maison où il vécut, alors qu'il était directeur de la DGSE.
- Michel Serrault (1928-2007), acteur français, est né dans la commune mais n’y a jamais séjourné.
- André Brugiroux (1937- ), écrivain, y vécut.
- Michel Roche (1939-2004), cavalier de sauts d'obstacles, champion olympique, y est né.
- François Lamy (1959- ), député-maire de Palaiseau, y est né.
- François Levantal (1960- ), acteur français de film et de série policière, y passa une partie de son enfance.
- François Lenglet (1961- ), journaliste économique français actuellement à la rédaction de France 2, après avoir travaillé chez BFM TV et RMC, et pour des journaux comme Les Échos, La Tribune et Le Point. Vit à Brunoy.
- Jason Mayele (1976-2002), footballeur international, y fut licencié.
- Mélanie Georgiadès dite Diam’s (1980- ), chanteuse de rap, y vécut vers 1990, rue du Pont-Perronnet.
- Maxime Bourgeois (1991- ), footballeur professionnel français, y a grandi et y fut licencié.

### Héraldique, logotype et devise
| Blason de Brunoy | Blason  | D'or à la croix de gueules cantonnée de quatre lionceaux du même. |

Logotype de Brunoy.

| Blason de Brunoy | Détails | Ce blason est celui de la famille de Brunoy (olim Brunayo), premiers seigneurs connus du lieu aux XIIe et XIIIe siècles. Il apparaît sur la motrice du TGV 71 au titre du parrainage du matériel roulant SNCF par les communes. La commune s'est en outre dotée d'un logotype qui reprend le blason historique de la ville de façon stylisée. Adopté en 1927. |